# Literatura d'Ucraïna
La literatura ucraïnesa és introduïda aquí a través aquesta llista d'alguns dels personatges de l'esfera literària ucraïnesa, tant històrics com actuals. La llista està enfocada cap a escriptors en llengua ucraïnesa, però també s'inclou seccions d'escriptors ucraïnesos en altres idiomes, com ara llatí, ídix, tàtar de Crimea o rus. La llista està organitzada per data de naixement de cada escriptor, i s'hi afegeix unes línies o un breu paràgraf sobre la seva vida o obra en funció de la informació disponible.

## Escriptors cabdals d'abans
L'autor ucraïnès més conegut de tots els temps, tant en l'àmbit nacional com a l'estranger, és sens dubte el Taràs Xevtxenko, al qual hi ha una estàtua dedicada a gairebé cada ciutat d'Ucraïna i no poques ciutats a l'estranger, unes quantes universitats porten el seu nom, etc. I si s'han d'anomenar només uns quants noms, alguns dels escriptors de gran renom serien, a part del Xevtxenko, el Iurii Kotermak (Iurii Drohóbytx), Ivan Kotliarevskyi, Ivan Frankó, Lèssia Ukraïnka, Mikhailo Kotsiubinski, entre molts altres.
Una llista dels noms cabdals inclouria els següents autors:

### Nascuts alseglexv
- Iurii Kotermak (Юрій Михайлович Котермак, Iurii Mikhàilovitx Kotermak), conegut com a Iurii Drohóbitx (Юрій Дрогобич, ca. 1450 a Drohóbitx, actual óblast de Lviv - 1494 a Cracòvia), o també Magistri Georgii Drohobich en llatí, o Georgius Drohobicz en llatí polonitzat — Filòsof ucraïnès, astrònom, astròleg i primer doctor de medicina d'Ucraïna. També va ser el primer autor ucraïnès amb una obra impresa, i una obra publicada a l'estranger, que fou el Iudicium Pronosticon Anni 1483 Currentis (Estimació pronòstic de l'any 1483, que va veure la llum el febrer de 1483). Va ser una figura important del Renaixement a Europa Oriental. Es va criar a Drohóbytx, i va obtenir el seu baccalaureus i el seu magister a la Universitat Iaguel·lònica a Cracòvia (1470, 1473), i va esdevenir Doctor de Filosofia i Doctor de Medicina a la Universitat de Bolonya (1478, 1482). Serví de professor i rector uns anys a aquesta última universitat i després tornà a la Universitat Iaguel·lònica (llatí: Universitas Jagellonica Cracoviensis; polonès: Uniwersytet Jagielloński; antigament: Akademia Krakowska, Acadèmia de Cracòvia), ara part de la Universitat de Cracòvia (Polònia), on treballà de professor a partir del 1487. Un dels seus estudiants fou el jove Nicolau Copèrnic. L'any 2009, declarat l'any de l'astronomia per l'ONU, Ucraïna va encunyar una moneda dedicada a l'any de l'astronomia, amb la imatge de Iurii Drohóbytx.

### Nascuts alseglexvi
- Heràssim Smotritski (Гера́сим Дани́лович Смотри́цький, Heràssim Danýlovytx Smotritski, ? — Ostrokh, actual óblast de Rivne, 1594) fou un escriptor polemicista, poeta, pedagog, teòleg i activista cultural ucraïnès de Podíl·lia, i pare de Meletii Smotritski. És invitat a Ostrokh el 1576, on esdevé una de les figures més importants de l'Acadèmia d'Ostrokh (Острозька школа, avui la Universitat Nacional "Acadèmia d'Ostrokh" - Національний університет «Острозька академія»), una de les institucions d'educació superior més antigues d'Europa de l'Est. Escriví la introducció de la «Bíblia d'Ostrokh» (Острозька Біблія, 1581), la primera bíblia completa impresa en Eslau eclesiàstic, com també la seva dedicatòria poètica al príncep d'Ostrokh, que és un dels exemples més antics en ucraïnès d'un tipus de poesia similar a les famoses dumy, forma poètica nacional ucraïnesa (дума). En la seva poesia, Smotritski combina el pensament místic religiós amb idees renaixentistes i humanistes.[1] Fou un conegut escriptor de textos polèmics (un gènere de literatura teològica i publicista que va agafar embranzida a Ucraïna en particular els segles xvi i xvii). Una de les seves obres més famoses i l'únic tractat polèmic seu que s'ha conservat és el llibre La clau del regne del cel («Ключ царства небесного», Kliutx tsarstva nebésnoho, 1587), en ucraïnès antic, que també és l'obra més antiga de la literatura ucraïnesa polèmica impresa que s'ha conservat. Està escrita en un llenguatge planer i humorós que fou de fàcil accés pel públic general del seu temps.

- Ivan Vixenski (Іван Вишенський, nascut al poble de Sudova Výxnia, Halytxynà, actual província de Lviv, ca. 1545-50 - mort 1620 al Mont Atos, Grècia), escriptor, polemista, filòsof i monjo ortodox del renaixement i el barroc.

- Meletii Smotritski o Meletius Smotritski (en ucraïnès: Мелетій Смотрицький, Meletii Smotritski; en belarús: Мялецій Сматрыцкі, Maletsii Smatrytski; en rus: Мелетий Смотрицкий, Meletii Smotrytskii), de naixement: Maksym Heràssimovytx, pseudònim: Teofyl Ortoloh (Теофил Ортолог; neix o al poble de Smótrytx, ara smt, o a Kàmianets-Podilski, tots dos a l'actual província de Khmelnitski, ca. 1577 – poble de Dermany, actual província de Rivne, 1633), lingüista, autor, teòleg i activista cultural ruteni (ucraïnès, belarús) de Halytxynà (Galítsia). Fill del famós escriptor (polemista, poeta) i teòleg ucraïnès, Heràssim Smotritski. Estudià a Ostroh (actual província de Rivne) i Vílnius, com també a Leipzig, Wittenberg i Nuremberg, i esdevingué rector de l'escola de la germandat de Kíev. És principalment conegut per la seva Gramàtica d'eslau eclesiàstic (Грамматіки славєнския правилноє Сvнтаґма, 1619), que codificà el que es coneixia com a "eslau eclesiàstic modern" o, més precisament, "eslau eclesiàstic meletià". Fou l'única gramàtica a les terres belarusses, russes i ucraïneses i tingué una enorme influència en l'ús literari de l'eslau eclesiàstic a texts pertot el territori on s'emprava aquest idioma literari. La gramàtica fou reimpresa mantes vegades.

### Nascuts alseglexvii
- (Sant) Dmytró Tuptalo, conegut també com a Danylo Sàvytx Tuptalo i Dimitri de Rostov o Dimitri Rostovskii (Дмитро Туптало, Данило Савич Туптало, rus: Димитрій Ростовський, poble de Makàriv, província de Kíev, 1651 - Rostov, Rússia, 1709), sacerdot, escriptor i poeta ucraïnès conegut pels seus epigrames.

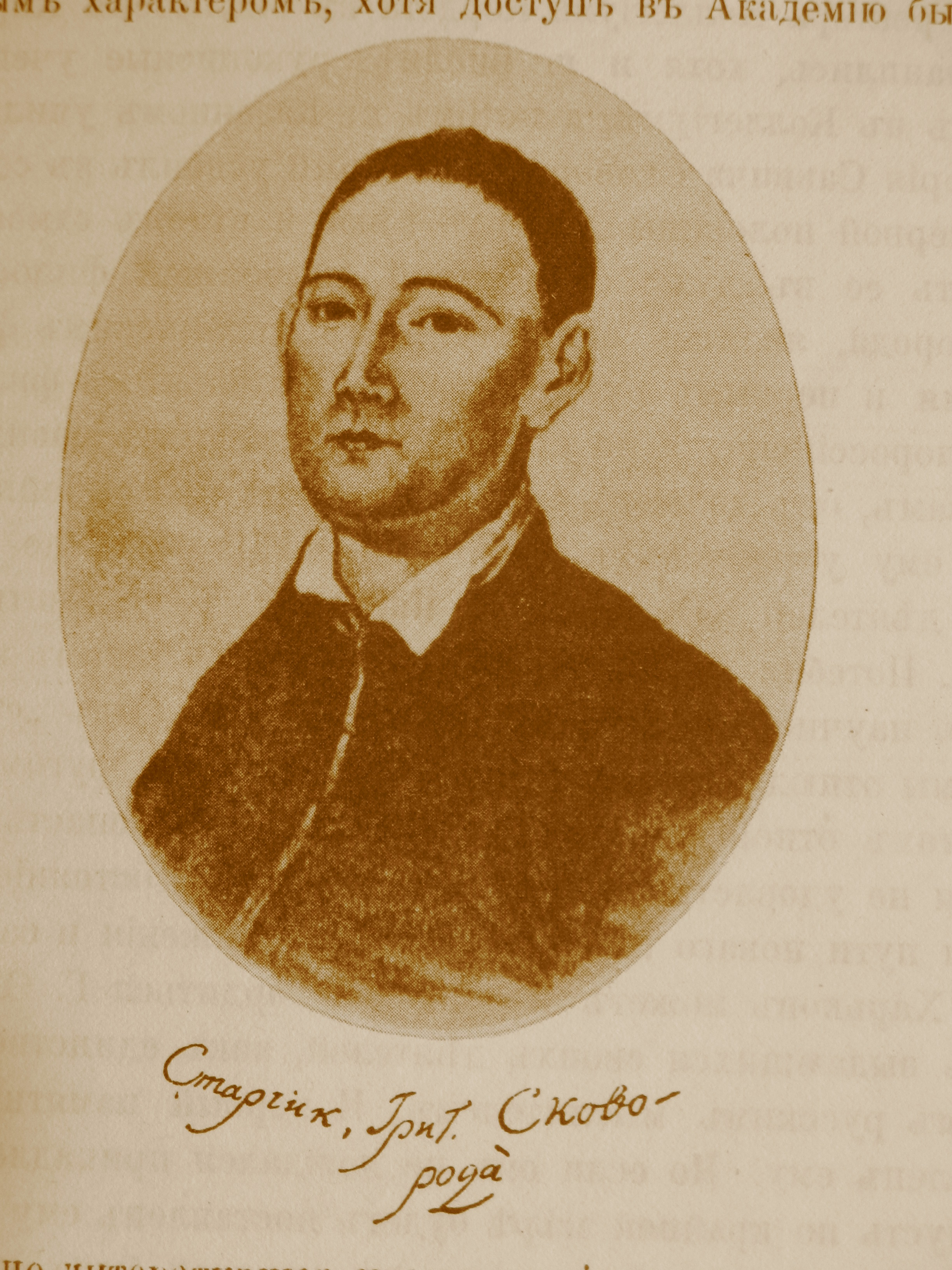
Hrihori Skovorodà.

### Nascuts alseglexviii
- Hrihorii Skovorodà (Григо́рій Са́вич Сковорода́, Hrihorii Sàvitx Skovorodà, poble de Txornukhy (ara assentament de tipus urbà), a l'actual província de Poltava, 1722 - poble d'Ivanivka o Pan-Ivanivka, ara l'assentament de tipus urbà de Skovorodýnivka, a l'actual província de Khàrkiv, 1794), filòsof, humanista, místic i poeta, conegut com "el Sòcrates ucraïnès", va escriure poesia i diàlegs filosòfics.

- Ivan Kotliarevskyi (Іва́н Петро́вич Котляре́вський, Ivan Petróvytx Kotliarevskyi, Poltava, 1769-1838), escriptor, poeta, dramaturg, famós sobretot per la seva magistral paròdia de l'Eneida («Енеїда», 1798) transferida a la Ucraïna del seu temps com a epopeia heroico-burlesca en vers.

- Petró Hulak-Artemovskyi (Петро́ Петро́вич Гула́к-Артемо́вський, ciutat de Horodyxe, actual província de Txerkassi, 1790 - Khàrkiv, província de Khàrkiv, 1865), escriptor, poeta, traductor, famós per la seva magistral paròdia de les Odes d'Horaci, escrivia faules, paràboles, versos, tractats epistolaris (послання) i balades. Fou professor a la Universitat de Khàrkiv, i després n'esdevingué el rector (1841-49). Fou l'oncle de Semèn Hulak-Artemovksyi, un famós compositor ucraïnès.

### Nascuts alseglexix
- Levkó Borovykovskyi (Левко́ Іва́нович Боровико́вський, poble de Meliuxky, actual província de Poltava 1806 - 1889), escriptor, poeta, filòleg, etnògraf i filòsof.

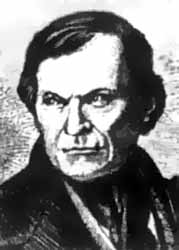
Ivan Vahylévytx.

- Ivan Vahylévytx.Markiiàn Xaixkévytx (Маркія́н Семе́нович Шашке́вич, Markiiàn Seménovytx Zaixkévytx, poble de Pidlýssia, Halytxynà, actual província de Lviv, 1811 - poble de Novossilky Lisní, Halytxynà, actualment part de Polònia, 1843), poeta, escriptor, sacerdot, activista cultural i figura de talla nacional, va ser un dels propulsors de la Renaixença Ucraïnesa del segle xix, particularment actiu a la Ucraïna occidental, Halytxynà (Galítsia). Formà part del Tercet rutè («Руська трійця», Rus'ka tríitsia), junt amb l'Ivan Vahylévytx i el Iàkiv Holovatskyi, i fou coautor de l'antologia literària, La sirena del Dnister («Русалка Днѣстровая», Russalka Dnistróvaia, 1837), considerada revolucionària al seu temps, publicada a Budapest en un tiratge de 1000 exemplars, 800 dels quals foren confiscats per la policia austrohongaresa a Lviv.

- Ivan Vahylévytx (ucraïnès: Іва́н Микола́йович Вагиле́вич, Ivan Mykolàiovytx Vahylévytx; polonès: Iwan Wahylewycz; rus: Иван Вагилевич, Ivan Vagilevitx; pseudònim: Далибор Вагилевич, Dalybor Vahylévytx, Волк Заклика, Volk Zaklyka, "llop udolaire"; poble de Iàsen, actual óblast d'Ivano-Frankivsk, 1811 - Lviv, 1866), poeta, filòleg, folklorista, etnògraf, figura nacional, va ser un dels propulsors de la Renaixença Ucraïnesa del segle xix, particularment actiu a la Ucraïna occidental, Halytxynà (Galítsia). Formà part del Tercet rutè («Руська трійця», Rus'ka tríitsia), junt amb el Markiiàn Xaixkévytx i el Iàkiv Holovatskyi, i fou coautor de l'antologia literària, La sirena del Dnister («Русалка Днѣстровая», Russalka Dnistróvaia, 1837), considerada revolucionària al seu temps, publicada a Budapest en un tiratge de 1.000 exemplars, 800 dels quals foren confiscats per la policia austrohongaresa a Lviv.

- Ievhen Hrebinka (Євге́н Па́влович Гребі́нка, Ievhen Pàvlovytx Hrebinka, Ubíjixtxe o Ubiéjyxtxe, povit de Pyriàtyn, actual poble de Mariànivka, província de Poltava, 1812 — Sant Petersburg, 1848), escriptor ucraïnès, pedagog i editor, escrivia principalment en ucraïnès però també en rus.

- Iàkiv Holovatskyi (Я́ків Фе́дорович Голова́цький, Iàkiv Fédorovytx Holovatskyi, pseudònim: Гаврило Русин, Havrylo Russýn; poble de Txepeli, Halytxynà, imperi Austrohongarès, actual província de Lviv, 1814 - Vílnius, Lituània, imperi Rus, 1888), lingüista, etnògraf, folklorista, poeta, sacerdot i pedagog, va ser un dels propulsors de la Renaixença Ucraïnesa del segle xix, particularment actiu a la Ucraïna occidental, Halytxynà (Galítsia). Formà part del Tercet rutè («Руська трійця», Rus'ka tríitsia), junt amb l'Ivan Vahylévytx i el Markiiàn Xaixkévytx, i fou coautor de l'antologia literària, La sirena del Dnister («Русалка Днѣстровая», Russalka Dnistróvaia, 1837), considerada revolucionària al seu temps, publicada a Budapest en un tiratge de 1.000 exemplars, 800 dels quals foren confiscats per la policia austrohongaresa a Lviv.

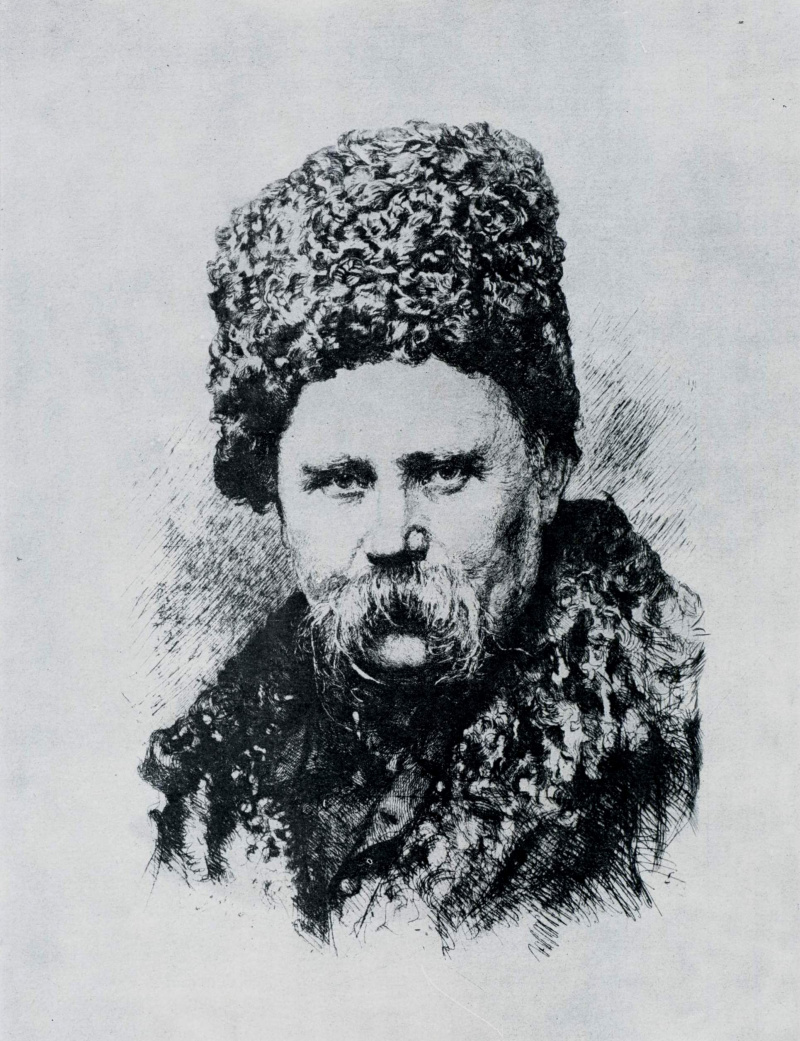
Taràs Xevtxenko.

- Taràs Xevtxenko.Taràs Xevtxenko (Тара́с Шевче́нко, poble de Móryntsi, actual província de Txerkassy, 1814 - Sant Petersburg, 1861), escriptor, sobretot poeta, també pintor, "el Verdaguer ucraïnès" (no s'ha de confondre amb l'Andríi o Andrí Xevtxenko, el jugador de futbol). També conegut com a Kobzar (el bard) després de la publicació de la seva col·lecció de poemes, "Kobzar" («Кобзар», 1840).

- Panteleimon Kulix (Пантелеймо́н Олекса́ндрович Кулі́ш, poble de Voronij, actual província de Sumi, 1819 - poble de Motrónivka, província de Dnipropetrovsk, 1897), prosista, poeta, etnògraf, traductor, crític, editor. Famós pel seu poema èpic en forma de "duma", Relat sobre Ucraïna (1843) i la seva novel·la històrica cap a l'any 1663, Txorna Rada (1845).

- Markò Vovtxok (Марко́ Вовчо́к, "Markó Llobató", pseudònim de: Марія Олександрівна Вілінська, Maríia Oleksàndrivna Vilinska, masia senyorial a la Gubèrnia d'Oriol, Rússia, imperi Rus, 1833 - Nàltxik, Kabardino-Balkària, imperi Rus, 1907), prosista i traductora, escrivia principalment en ucraïnès, però també en rus. Va traduir, entre d'altres, obres de Jules Verne del francès a l'ucraïnès i al rus.

- Iurii Fedkovytx, o Óssip Iurii Fedkovytx (О́сип Ю́рій Федько́вич, nom complet: О́сип-Ю́рій Адальбертович Федько́вич, Óssip Iurii Adalbértovytx Fedkóvytx, pseudònims: Юрій Коссован Гуцулневір, Iurii Kossovan Hutsulnévir, О. Ф., O. F., О́сип Ю́рій Горди́нський-Федько́вич, Óssip Iurii Hordynskyi-Fedkóvytx, i altres; vila de Storontsi-Putylovi, Bucovina, imperi Austrohongarès, actual vila de Putyla, província de Txernivtsí, 1834 — Txernivtsí, 1888), poeta, novel·lista, narrador i dramaturg ucraïnès del moviment romàntic, i també traductor (alemany i rus a l'ucraïnès), representant de la Renaixença Ucraïnesa a Bucovina, fou conegut com el "rossinyol de Bucovina". Escrivia principalment en ucraïnès, però també en alemany.

- Ivan Netxui-Levytskyi (Іван Семенович Нечуй-Левицький, Ivan Seménovytx Netxui-Levytskyi, Stebliv, actual assentament de tipus urbà a la província de Txerkassi, 1838 - Kíiv, 1918), prosista treballant en el camp del realisme, assagista, publicista i traductor (del francès, alemany, rus).

- Mykhailo Starytskyi (Миха́йло Петро́вич Стари́цький, poble de Klísxyntsi, actual província de Txerkassi, 1840 - Kíiv, 1904), poeta, dramaturg, prosista i traductor (de l'anglès, alemany, danès, rus i polonès), figura important de l'escena teatral i cultural del país. Va ser un gran contribuïdor a la dramatúrgia ucraïnesa, i va traduir autors com ara Puixkin, Lérmontov, Heinrich Heine, Lord Byron, Adam Mickiewicz, i Martin Andersen Nexø.

- Mykhailo Drahomànov (Михайло Петрович Драгоманов, Hàdiatx, província de Poltava, 1841 - Sofia, Bulgària, 1895)- conegut historiador, filòsof, economista, etnògraf, activista ucraïnès i anticlerical i escriptor científic, germà de l'escriptora Olena Ptxilka, que fou la mare de Lèssia Ukraïnka.

- Olena Ptxilka (Оле́на Пчі́лка, "Olena Abelleta", Hàdiatx, província de Poltava, 1849 - Kíiv, 1930), pseudònim d'Olha Drahomànova-Kóssatx (О́льга Петрі́вна Ко́сач, Olha Petrivna Kóssatx, abans de casada: О́льга Петрі́вна Драгома́нова, Olha Petrivna Drahomànova), coneguda escriptora, dramaturga, publicista, traductora i activista ucraïnesa i anticlerical, mare de la poetessa Lèssia Ukraïnka i germana de l'historiador i filòsof, Mykhailo Drahomànov (Михайло Драгоманов).

- Panàs Myrnyi (Панас Мирний, "Panàs de la Pau", nom real: Панас Якович Рудченко, Panàs Iàkovytx Rudtxenko; Mýrhorod, província de Poltava, 1849 - Poltava, 1920), prosista i dramaturg en la línia del realisme, com també home polític. Va escriure algunes obres junt amb el seu germà, Ivan Rudtxenko (Іван Рудченко), conegut sota el pseudònim d'Ivan Bilyk (Іван Білик), entre ells la saga socio-psycològica Bramen els bous, quan tenen la menjadora plena? («Хіба ревуть воли, як ясла повні?», 1880).

- Natàliia Kobrynska (Наталія Іванівна Кобринська, Natàliia Ivànivna Kobrynska, cognom de naixement: Озаркевич, Ozarkévytx, poble de Belelúia, actual óblast d'Ivano-Frankivsk, 1855 - 1920), escriptora, una de les organitzadores del moviment feminista. Fundadora i redactora, junt amb la Olena Ptxilka, de l'antologia d'escrits de dones, Primer brot («Перший вінок», Perxyi vinok, Lviv, 1889).

- Ivan Frankó (Nahuévytxi, actual província de Lviv, 1856 — Lviv, 1916), en primer lloc poeta, però també prosista, dramaturg, periodista, crític i teorètic literari, traductor. Va escriure no menys de 50 obres, i va traduir figures de la literatura mundial de la talla de Goethe, Heinrich Heine i Byron.

- Dniprova Txaika[2] Gavina del Dnipró - Дніпрова Чайка, nom real: Людмила Олексіївна Василевська-Березіна, Liudmyla Oleksíïvna Vassylevska-Berezina; poble de Karlivka, ara Zelenyi Iar, província de Mikolaiv, 1861 - Kíiv, 1927), poeta, prosista, escriptora de poesia, contes i librettos d'òperes infantils, la música del qual escrigué el famós compositor Mykola Lyssenko. Es publica, entre altres llocs, a l'antologia Primer Brot.

- Olha Kobilianska[3] (О́льга Юліа́нівна Кобиля́нська, Olha Iuliànivna Kobilianska, Gura Humora, Halytxynà, imperi Austrohongarès, actual Gura Humorului, Romania, 1863 - Txernivtsí, URSS, 1942), prosista ucraïnesa, filla d'un ucraïnès i d'una ucraïnesa de família alemanya establerta a Ucraïna, començà a escriure en alemany, per després passar-se a l'ucraïnès. Des de la infantesa, parlava ucraïnès, polonès i alemany. Una de les seves obres més famoses és Zemlià («Земля», 1901), però que no és la base de la famosa pel·lícula de títol homònim (1930) del director ucraïnès soviètic Oleksandr Dovjenko.

- Borýs Hirtxenko (Борис Дмитрович Грінче́нко,[4] Borýs Dmytrovytx Hirtxenko, llogarret de Villkhovyi Iar, Gubèrnia de Khàrkiv, actual província de Sumi, 1863 - Ospedaletti o Spiareti, Ligúria, Itàlia, 1910), prosista, assagista, poeta, dramaturg, publicista, pedagog, lexicògraf, estudiós de la literatura, etnògraf, historiador, redactor, figura pública de l'esfera cultural, activista polític. Alguns dels seus pseudònims són: Vassyl Txaitxenko, L. Iavorenko, P. Vartovyi, B. Vilkhovyi, Perekotýpole (Василь Чайченко, Л. Яворенко, П. Вартовий, Б. Вільховий, Перекотиполе - aquest últim significa "herba capgirella", tumbleweed en anglès).

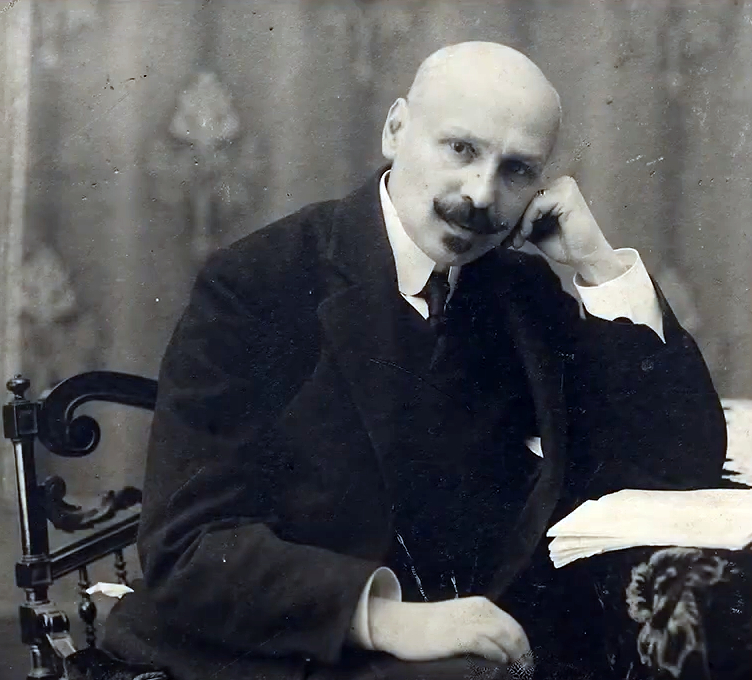
Mikhailo Kotsiubinski.

- Mikhailo Kotsiubinski.Mikhailo Kotsiubinski[5] (Миха́йло Миха́йлович Коцюби́нський, Mikhailo Mykhàilovitx Kotsiubinski, Vínnytsia, 1864 - Txerníhiv, 1913), un dels escriptors ucraïnesos més famosos de tots els temps, prosista modernista, dramaturg, intel·lectual, home polític, activista polític, líder de la Renaixença Ucraïnesa a Txerníhiv, i un dels organitzadors de la Germandat dels Tarasseus, o Germandat de Taràs (Братство тарасівців, Bratstvo taràssivtsiv), associació política liberal clandestina actiu en el camp de l'activisme ucraïnès de tendència independentista, format per un grup important d'intel·lectuals. Fou actiu en el moviment socialista també. Formà part de la comissió per lluitar contra la plaga de la fil·loxera a la regió d'Odessa del 1892-96. En el camp de la literatura, fou un dels millors representants de l'existencialisme europeu. Una de les seves obres més conegudes és la novel·la curta en dues parts, Fata Morgana (1904, 1910). També va escriure Ombres d'avantpassats oblidats, (Тіні забутих предків, Tini zabútykh predkiv, 1911), sobre el qual es basà la pel·lícula homònima, de Sargis o Sergo Paradjànov, feta el 1964. L'anomenaven "adorador del sol" (Сонцепоклонник) i "gira-sol" (Сонях), a causa del seu amor al sol, a les flors i als infants. Kotsiubinski parlava nou idiomes estrangers, entre ells el grec, el tàtar de Crimea i el rom o romaní, l'idioma dels gitanos. Les seves obres s'han traduït a diversos idiomes.

- Vassyl Stefànyk[6] (Васи́ль Семе́нович Стефа́ник, Vassyl Seménovytx Stefànyk; poble de Rússiv, Halytxynà, imperi Austrohongarès, actual óblast d'Ivano-Frankivsk, 1871 — 1936), escriptor ucraïnès, gran mestre de la narrativa breu i novel·la curta expressionista. Escrivia en ucraïnès, tot i que parlava també polonès i alemany. La seva obra mestra és la novel·la breu Creu de pedra (Камінний Хрест, Kaminnyi Khrest, 1900). A part de la seva activitat literària, també fou activista polític, i serví al Parlament austrohongarès (del 1908 al 1918). El 1922, com a reconeixement de ser el més gran escriptor viu d'Ucraïna occidental, el govern soviètic ucraïnès li va assignar una pensió vitalícia, que l'escriptor i polític va rebutjar en protesta contra les repressions que es portaven a cap contra els ucraïnesos.

- Mykola Voronýi (Мико́ла Кіндра́тович Ворони́й, Mykola Kindràtovytx Voronýi, Gubèrnia de Katerinoslav, actual província de Dnipropetrovsk, 1871 - afusellat a Odessa, 1938), dramaturg, director de teatre, actor, poeta (poesia sonora i experimental, avantguarda), traductor, figura política, activista cultural. Forma part de la Renaixença afusellada (Розстріляне відродження, Rozstríliane vidródjennia).

- Bohdan Lepkyi, nom de ploma: Markó Murava (Богда́н Ле́пкий, Богдан Теодор Нестор Лепкий, poble de Krehulets, actual província de Ternópill, 1872 — Cracòvia 1941) — poeta, prosista, estudiós i crític literari, traductor, editor, publicista, pintor i activista cultural.

- Volodímir Svidzinskyi (Володи́мир Євти́мович o Юхи́мович Свідзі́нський, Volodímir Ievtýmovytx o Iukhýmovytx Svidzinskyi, poble de Maiàniv, actual província de Vínnitsia, 1885 - poble de Nepokryte, actual Xestakove, província de Khàrkiv, 1941), poeta, periodista i traductor. El 1941 fou detingut per l'NKVD (òrgan soviètic que precedí el KGB) el 27 de setembre i cremat viu el 18 d'octubre junt amb altres presoners en uns edificis abandonats del poble de Nepokryte, província de Khàrkiv, el dia abans de l'entrada de les tropes alemanyes a Khàrkiv.[7][8]

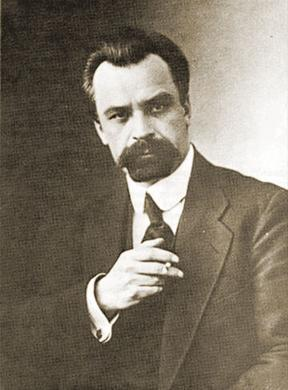
Volodímir Vinnitxenko.

- Volodímir Vinnitxenko.Volodímir Vinnitxenko (Володимир Кирилович Винниченко, Volodímir Kyrýlovytx Vinnitxenko, Ielizavetgrad, gubèrnia de Kherson, imperi Rus, avui Kropívnitski, província de Kirovohrad, 1880 – Mogins, Occitània, França, 1951), novel·lista, narrador, dramaturg i artista a més d'activista polític i revolucionari, fou el segon hètman (president) del país independent de la República Popular d'Ucraïna (del desembre del 1918 al febrer del 1919). Com a escriptor fou un reconegut modernista abans de la Revolució, però durant l'URSS les seves obres foren proscrites, concretament des de mitjans dels anys 1930 fins a mitjans de la dècada dels 1980.

- Ahatànhel Krymskyi (en ucraïnès: Агатангел Юхимович Кримський, Ahatànhel Iukhýmovytx Krymskyi; en rus: Агафангел Ефимович Крымский, Agafàngel Iefímovitx Krymskii; en tàtar de Crimea: ?; Volodímir-Volynskyi, actual província de Volýn, 1871 - Qostanai, Kazakhstan, 1942) fou un escriptor ucraïnès d'origen tàtar de Crimea, historiador, lingüista eslavista i orientalista, poliglota, traductor i membre de l'Acadèmia de Ciències d'Ucraïna (a partir del 1918). Fou grans aportacions a l'estudi de les "llengües orientals" (en aquest cas, principalment l'àrab, el persa i el turc), i en particular a l'estudi dels seus propis idiomes, el tàtar de Crimea i l'ucraïnès. Escrivia sota el pseudònim literari d'A. Khvanykó (А. Хванько).

- Les' Kurbas (Лесь Ку́рбас, nom complet: Олександр-Зенон Степанович Курбас, Oleksandr-Zenon Stepànovytx Kurbas, Sàmbir, Halytxynà, Imperi Austrohongarès, actual província de Lviv, 1887 - afusellat a un camp de concentració de les Illes Solovietski, 1937), director de teatre, actor, teorètic del teatre, dramaturg, publicista i traductor. Aquest famosíssim dramaturg experimental fundà el teatre i el taller teatral Berezill («Березі́ль», "Primavera" o "Nou Començament") a Kíiv el 1922. Es considera el dramaturg ucraïnès més important del segle 20, i formà, junt amb Vsèvolod Meierhold, Ievgeni Vakhtàngov i altres, l'avantguarda teatral soviètica dels anys 20 i 30. Sovint treballava junt amb l'artista avantguardista, arquitecte, il·lustrador i dissenyador teatral ucraïnès-rus Vadym Mel·ler (Вади́м Ме́ллер), i el dramaturg ucraïnès Mykola Kulix (Мико́ла Кулі́ш). Forma part de la Renaixença afusellada (Розстріляне відродження, Rozstríliane vidródjennia).

- Mykhailo Drai-Khmara (Миха́йло Опана́сович Драй-Хма́ра, Mykhailo Opanàssovytx Drai-Khmara, poble de Mali Kanivtsi, actual província de Txerkassi, 1889 - GULAG, Kolymà, Sibèria, 1939), poeta, traductor (Renaixença afusellada, Розстріляне відродження, Rozstríliane vidródjennia).

- Pavló Tytxyna (Павло́ Григо́рович Тичи́на, Pavló Hryhórovytx Tytxyna, poble de Piský, actual província de Txerníhiv, 1891 - Kíiv, 1967), geni poètic de l'avantguarda experimental, també va treballar en la línia de la poesia sonora i del simbolisme, tot i que després va haver de seguir la línia oficial soviètica, l'anomenat "Sotzrealizm" (Realisme Social).

- Oswald Burghardt, o Iurii Klen (Юрій Клен, Iurii Klen, pseudònim de: Освальд Бурґгардт, Oswald Burghardt, poble de Serbýnivka, Podíl·lia (actual província de Khmelnitski), 1891 - 1947, Augsburg, Alemanya), poeta, traductor i crític ucraïnès d'origen alemany, les seves obres es publicava sota el pseudònim de Iurii Klen. Va néixer a una família de comerciants alemanys que vivien a una colònia alemanya a Ucraïna. Sota l'imperi Rus i durant la Primera Guerra Mundial, va ser exiliat a Arkhànguelsk, a l'extrem nord de la Rússia Europea, prop de la mar Blanca, per ser colon alemany, però va poder tornar a Ucraïna després de la revolució, on va començar a escriure poesia en ucraïnès. Va formar part del moviment neoclassicista dels anys 20 sota Mykola Zerov. Va publicar la seva poesia a revistes literàries a partir del 1924, però la seva més gran contribució va ser la traducció a l'ucraïnès de poesia en alemany, francès i anglès. El 1931, va poder emigrar, salvant-se de les pitjors purgues d'intel·lectuals ucraïnesos sota Stalin, tot i que aquest va ser un dels temes centrals de la seva obra. A l'exili, va ensenyar literatures eslaves a les universitats de Munster (Alemanya), Innsbruck (Àustria), i Praga (Txecoslovàquia).

- Mikhàil Semenkó, o Mykhailo Semenkó (Миха́йль Семенко́ o Михайло Васильович Семенко, Mykhailo Vassyliovytx Semenkó, poble de Kybyntsi, actual província de Poltava, 1892 - camp de concentració soviètic de les illes Solovietski, 1937), poeta exponent del futurisme ucraïnès, o "pan-futurisme" (панфутуризм, panfuturyzm), avantguardista que treballava, entre altres coses, en el camp de la poesia sonora. Un dels molts escriptors ucraïnesos assassinats pel règim estalinista, formant el que s'anomena la Renaixença afusellada (Розстріляне відродження, Rozstríliane vidródjennia).

- Mykola Kulix (Мико́ла Гу́рович Кулі́ш, Mykola Hýrovytx Kulix, Txaplynka, actualment un assentament de tipus urbà a l'óblast de Kherson, 1892 - afusellat en un afusellament massiu al bosc de Sandarmokh, Carèlia, 1937), dramaturg, director de teatre, publicista, periodista, redactor i pedagog que formà part de la Renaixença Ucraïnesa. Fou detingut el 1934 per "nacionalisme burgès" i enviat al camp de concentració, de labor forçada a les illes Solovietski, junt amb molts altres intel·lectuals ucraïnesos i d'altres nacionalitats. El 1937, ell i altres presoners són portades al bosc de Sandarmokh, on varen ser afusellades un total d'unes 9000 persones pels poders soviètics. Kulix forma part de la Renaixença afusellada (Розстріляне відродження, Rozstríliane vidródjennia).

- Mykola Khvyliovýi (Мико́ла Хвильови́й, nom real: Микола Григорович Фітільов, Mykola Hrýhorovytx Fitiliov; poble de Trostianets, ara ciutat a la província de Sumi, 1893 - Khàrkiv, 1933), prosista, poeta, publicista, crític literari, un dels grans noms de la literatura postrevolucionària ucraïnesa (escriptors actius just després de la revolució i en clau d'avantguarda i comunista) i part de la Renaixança Ucraïnesa. Nascut a Ucraïna, de pare rus i mare ucraïnesa, va ser reprimit pel seu tarannà pro-ucraïnès i la seva defensa del manteniment de la independència de la literatura ucraïnesa de la russa. El seu polèmic tractat Ucraïna o la Petita Rússia?, («Україна чи Малоросія?» 1928), junt amb algunes obres publicistes i la seva novel·la inacabada, Becadells boscans («Вальдшнепи», Valdxnepy, 1927), van deslligar una forta reacció dels estaments soviètics, que el van acusar d'anti-rus, entre altres coses. Es va suïcidar l'any 1933 per la pressió contra l'expressió cultural ucraïnesa i per la persecució general dels escriptors ucraïnesos (vegeu Renaixença afusellada, Розстріляне відродження, Rozstríliane vidródjennia). Les seves obres van ser prohibides i la seva figura no va ser rehabilitada fins al col·lapse de la Unió Soviètica.

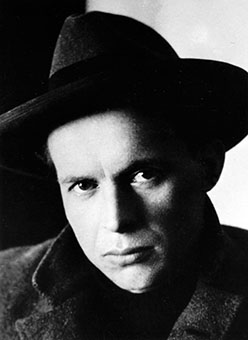
Oleksandr Dovjenko.

- Oleksandr Dovjenko.Oleksandr Dovjenko (en ucraïnès: Олекса́ндр Петро́вич Довже́нко, Oleksandr Petròvytx Dovjenko, Viúnysxe [ara part del smt de Sósnytsia], abans província de Txerníhiv, Ucraïna, imperi Rus, 1894 - Peredielkino, óblast de Moscou, 1956), director cinematogràfic ucraïnès i soviètic, guionista, actor, dramaturg i també escriptor en llengua ucraïnesa. Entre les seves obres literàries hi ha la novel·la autobiogràfica El Desnà encantat (Зачарована Десна, Zatxaróvana Desnà), sobre la seva infància, que la directora i actora russa i ucraïnesa i companya de Dovjnko, Iúlia Solntseva (Ю́лія Іполи́тівна Солнце́ва, Moscou 1901 — 1989), va convertir en pel·lícula l'any 1964.

- Vassyl El·lan-Blakytnyi (Васи́ль Елла́н-Блаки́тний, nom real: Василь Михайлович Елланський, Vassyl Mykhàilovytx El·lanskyi; poble de Kozel, ara Mikhailo-Kotsiubonske, província de Txerníhiv, 1894 - Khàrkiv, 1925), revolucionari i escriptor ucraïnès, redactor, va posar tota la seva energia en fomentar la Renaixença Ucraïnesa. Va morir a causa de problemes coronaris. Un any després de la seva mort, va ser etiquetat pel govern soviètic com a "nacionalista burgès" i "bandit", i les seves obres van ser prohibides. Uns anys més tard, tots els seus companys de la facció social-revolucionària (anomenats els "боротьби́стів", borotbýstiv) del partit comunista ucraïnès van ser afusellats o enviats als GULAG (Sibèria).

- Maksym Rylskyi (Максим Тадейович Рильський, Maksym Tadéiovytx Rylskyi, Kíiv, 1895 - Kíiv, 1964), poeta, traductor, publicista i figura pública, és un dels poetes més coneguts d'Ucraïna, escrivia en la línia del classicisme, derpés va haver d'acatar-se al realisme soviètic, per més tard retornar al seu estil neoclàssic.

- Vassyl Atamaniuk (Васи́ль Іва́нович Атаманю́к, Vassyl Ivànovytx Atamaniuk, poble de Iàbluniv, ara smt, actual óblast d'Ivano-Frankivsk, 1897 - bosc de Sandarmokh, Carèlia, URSS, 1937), poeta ucraïnès, traductor, estudiós de la literatura, i activista polític, usava el pseudònim de V. Iablunenko (В. Яблуненко). Germà del també escriptor Mykhailo Atamaniuk (Михайло Атаманюк, pseudònim: Ярема Гірниченко, Iarema Hirnytxenko, 1888-1939) Va ser detingut el 1933 a Kíiv per l'NKVD (precursor del KGB) sota l'acusació de "pertànyer a una organització militar. Sota la seva iniciativa i el seu lideratge, es va fundar a Kíiv l'organització d'escriptors de Halytxynà (Galítsia, oest d'Ucraïna), "A l'arada" ("За плуг", "Za Plukh"), rebatejada el 1923 sota el nom d'"Ucraïna Occidental" ("Західну Україну", Zàkhidna Ukraïna), que té per objecte organitzar les forces rebels contrarevolucionaris". Va ser acusat de dur a terme "activitats contrarevolucionàries actives per enderrocar el règim soviètic i establir una república ucraïnesa democraticoburgesa." Es va declarar culpable sota tortura, sentenciat a cinc anys de presó (camp de treball/concentració) i enviat al camp de concentració Karlag (концтабір «Карлаг»), al Kazakhstan (URSS), i després va ser afusellat en els afusellaments massius duts a terme al bosc de Sandarmokh, a Carèlia (URSS). Forma part de la Renaixença afusellada.

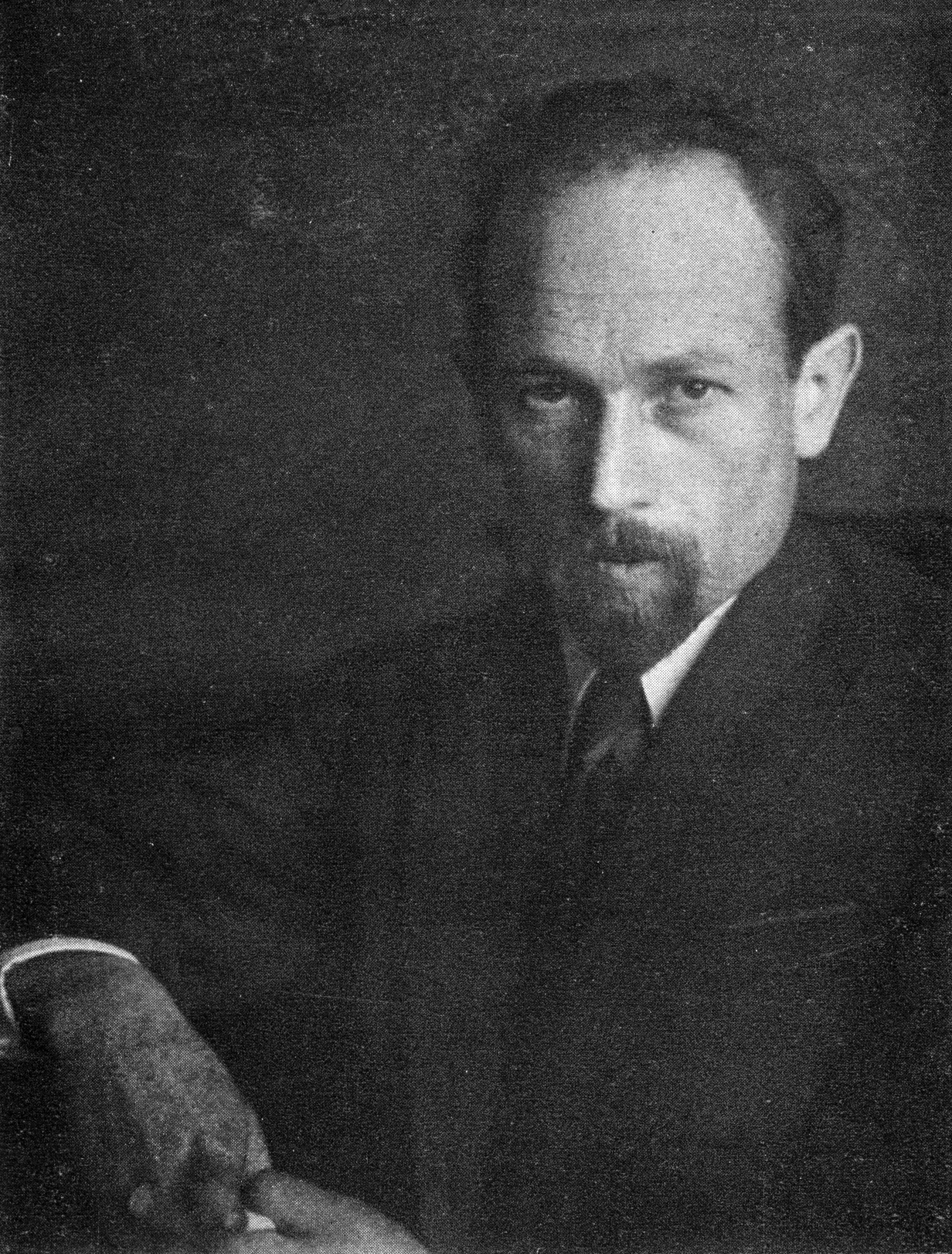
Ivan Kulyk.

- Ivan Kulyk.Ivan Kulyk (Іван Юліанович Кулик, Ivan Iuliànovytx Kulyk, nom real: Ізраїль Юделевич, Izraïll Iudélevytx, pesudònims: Р. Ролінато, R. Rolinato; Василь Роленко, Vassyl Rolenko; ciutat de Xpola, província de Txerkassy, 1897 - afusellat el 1937), escriptor ucraïnès d'origen jueu, poeta, prosista i traductor, líder local del Partit Comunista i home polític. Després de detenir-lo el 1937, el KGB va aconseguir que firmés unes "confessions" d'haver fomentat el "nacionalisme ucraïnès contrarevolucionari" i haver servit d'espia pel Secret Intelligence Service anglès i pels canadencs... Va ser afusellat el 1937, mig mes després de la seva dona, la Liutsiana Pióntek, també escriptora ucraïnesa. Es pot considerar part de la Renaixença afusellada (Розстріляне відродження, Rozstríliane vidródjennia).

- Ievhen Plújnyk (Євге́н Па́влович Плу́жник, pseudònim: Кантемірянин, Kantermiriànyn; Slobojànsxyna Oriental (regió ètnicament ucraïnesa), actual raion de Kantemírov, óblast de Vorónej, Rússia, 1898 - camp de concentració soviètic de les illes Solovietski, 1936), escriptor, poeta, dramaturg (Renaixença afusellada, Розстріляне відродження, Rozstríliane vidródjennia).

- Làdia Mohylianska (Ладя Михайлович Могилянська, també Лада o Лідія, Lada o Lídia, 1899-1937, regió de Txerníhiv), poeta ucraïnesa, avui oblidada. Filla del també escriptor i activista polític, Mykhailo Mohylianskyi (Михайло Михайлович Могилянский, pseudònim: Петро Чубський, Petró Txubskyi, 1873-1942) i germana del també poeta, Dmytró Mohylianskyi (Дмитро Михайлович Могилянский, pseudònim: Дмитро Тась, Dmytró Tas), d'ella se'n diu que podria haver sigut l'Anna Akhmàtova ucraïnesa. Desafortunadament, també forma part de la Renaixença afusellada (Розстріляне відродження, Rozstríliane vidródjennia). Es publicava a diverses revistes literàries ucraïneses. Ja a mitjans dels anys 20 la van excloure del cercle literari "Pluh" ("Arada"), per haver-se publicat "a l'estranger" (a la regió ucraïnesa de Halytxynà - Galítisia). La van detenir per primera vegada el 1929, sota l'acusació de "pertànyer a una organització d'aristòcrates contrarrevolucionaris," però de fet fou per haver distribuït un article crític sobre la forma brutal en què es portava a cap la col·lectivització de la pagesia, escrita per un estudiant d'un institut d'art de Kíiv. Aquesta detenció va donar lloc a tota una sèrie de detencions d'estudiants i intel·lectuals ucraïnesos de Txerníhiv i Kíiv en l'anomenat "Cas Txerníhiv" («чернігівська справа»), amb el resultat de l'enviament de 170 individus als camps de treballs forçats (o d'extermini a través del treball) en la construcció del Canal de Bielomor per "activitats antisoviètiques". A ella la van condemnar a 10 anys de treballs forçats, però després que ella hagués ajudat a extingir un incendi, la van "deixar anar" sota "llibertat condicional", on ja no vivia al camp de concentració, però havia de continuar amb la feina forçada sota el títol de "empleada voluntària", ara treballant amb les obres del canal Moskvà-Volga. Fou detinguda de nou el 1936 i enviada al camp de concentració i labor forçada de les Illes Solovietski. L'any 37 va ser afusellada junt amb el seu marit i el seu germà. La seva germana Olena Mohylianska, també escriptora, i el seu marit, el periodista Borýs Issàiev (Борис Ісаєв), foren detinguts un any després i enviats als gulags de Sibèria. També fou repressaliat, ja l'any 1933, el seu pare, que havia publicat el primer volum del Diccionari biogràfic d'ucraïnesos il·lustres («Біографічного словника українських діячів»).

- Liutsiana Pióntek (Люціа́на Ка́рлівна Піо́нтек, Liutsiana Kàrlivna Pióntek, Lubný, actual província de Poltava, 1899 - afusellada el 1937), escriptora ucraïnesa d'origen alemanya (els seus pares foren uns dels molts alemanys ètnics que havien viscut a l'imperi Rus per generacions). Prosista, poeta, professora, redactora, escrivia en ucraïnès. Fou afusellada mig mes abans del seu marit, el també escriptor ucraïnès, Ivan Kulyk, acusada pel govern soviètic de ser "espia pels anglesos, alemanys i polonesos"... Forma part de la Renaixença afusellada (Розстріляне відродження, Rozstríliane vidródjennia).

### Nascuts al segleXX

#### Nascuts a la dècada dels anys 1900
- Geo o Heo Xkurupíi (Ґео o Ге́о Шкурупі́й, nom real: Гео́ргій o Ю́рій Дани́лович Шкурупі́й, Heórhii o Iurii Danýlovytx Xkurupíi, Bendery, actualment Moldàvia ("Transnístria"), 1903 - afusellat a Leningrad, 1937), poeta del moviment panfuturista (panfuturisme o futurisme ucraïnès) i treballava en el camp de la poesia sonora. Forma part de la Renaixença afusellada (Розстріляне відродження, Rozstríliane vidródjennia).
- Daryna Dmytrivna Polotniuk, nom de ploma Iryna Vilde (en ucraïnès: Ірина Вільде). Nascuda a Txernivtsi, aleshores Àustria-Hongria, el 1907 i morta a Lviv, el 1982, fou una escriptora autora de contes i novel·les, especialment coneguda per l'obra Sestry Richynski (Les germanes Richyn, 2 vols, 1958, 1964). Les obres de Vilde han esdevingut clàssics de la literatura ucraïnesa.[9]

- Iurii Lavrínenko, pseudònim: Iurii Dyvnytx (Ю́рій Лаврі́ненко, Ю́рій Дивнич, poble de Khýjyntsi, actual província de Txerkassy, 1905 - Nova York, 1987), poeta, escriptor i dissident, fou reprimit, passà 5 anys a la presó, i va aconseguir emigrar. A la ciutat de Nova York on es va establir, va formar l'escola de Nova York (poesia) junt amb altres ucraïnesos. El 1959, va publicar (a París) el llibre "Renaixença afusellada. Antologia 1917-1933. Poesia, prosa, drama, assaig" (Розстріляне відродження. Антологія 1917-1933. Поезія - Проза - Драма - Есей. Rozstríliane vidródjennia. Antolòhia 1917-1933. Poèziia - Proza - Drama - Essei.)

- Mykola Bajan (Микола Платонович Бажан, Mykola Platónovytx Bajan, Kàmianets-Podilski, 1904 – Kíiv, 1983), poeta, publicista, filòsof, traductor i personatge públic. Traduïa del georgià, alemany, anglès i polonès, i com a traductor, és conegut en particular per la seva traducció del poeta georgià, Shota Rustaveli (შოთა რუსთაველი, ca. 1172 - ca. 1216).

- Bohdan-Íhor Antònytx (Богда́н-І́гор Анто́нич, poble de Novýtsia, a la Lémkivxyna, Carpats, Halytxynà, actualment en territori polonès, 1909 - Lviv, 1937), poeta d'avantguarda i de la décadence lligat amb el simbolisme, assassinat pel règim estalinista (Renaixença afusellada, Розстріляне відродження, Rozstríliane vidródjennia).

#### Nascuts a la dècada dels anys 10
- Kharyton Dovhaliuk (Харитон Довгалюк, poble de Kryvoluka, província de Khmelnitski, 1916 - Rochester, NY, EUA, 2006), escriptor, periodista i sacerdot, va escriure 4 novel·les en ucraïnès, totes publicades a Buenos Aires.

- Oles' Hontxar (Оле́сь Тере́нтійович Гонча́р, Oles' Teréntiiovytx Hontxar; poble de Lomivka, riba esquerra del Dnipró, ara part de Dnipropetrovsk, a la Ucraïna independent de 1918 - Kíiv, 1995), escriptor ucraïnès soviètic, crític literari i figura pública. Va guanyar el premi Stalin (1948) de l'URSS, i va ser el primer a rebre el Premi Taràs Xevtxenko (1962), abans premi de l'RSS d'Ucraïna, ara de la Ucraïna independent, el director de l'Associació d'Escriptors d'Ucraïna (1959—1971), i membre de l'Acadèmia Nacional de Ciències d'Ucraïna (a partir del 1978). Va treballar per a la inclusió de la cultura ucraïnesa dins de l'URSS.

- Olés' Joldak (Олексій o Олесь Іванович Жолдак, Oleksíi o Olés' Ivànovytx Joldak, poble de Verbliujka, província de Kirovohrad, 1918 - Kíiv, 2000), poeta satíric, guionista, traductor.

## Alguns escriptors d'ara (i d'abans)
La majoria dels escriptors indicats aquí estan vius i escrivint activament.

### Nascuts a la dècada dels anys 20

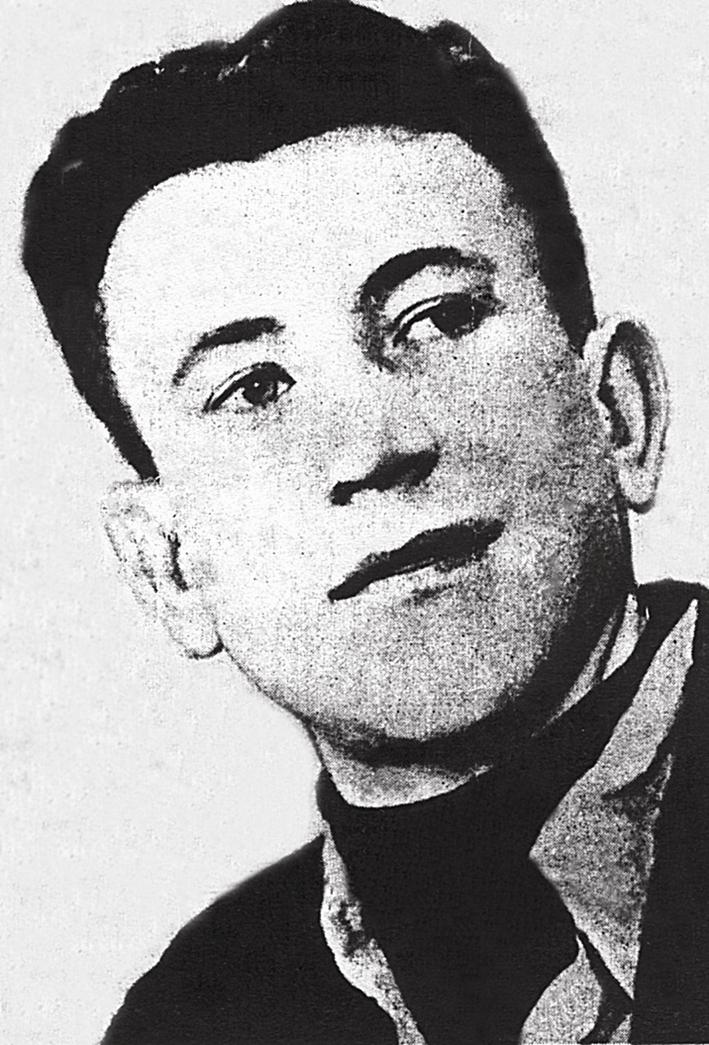
Heràs Sokolenko.

- Heràs Sokolenko.Heràs Sokolenko (Герась Соколенко, pseudònim de: Герасим Шмигельський, Heràssim Xmyhélskyi, poble de Mýxlia, província de Khmelnitski, 1920 - en alemany: Markt Bohrau, en polonès: Borów, 1945), poeta, periodista i activista ucraïnès, la seva poesia és d'estil romàntic. Publica les seves obres a revistes literàries ucraïneses arreu d'Ucraïna i a Praga. El 1943, quan entren les forces alemanyes, és detingut per formar part de la resistència ucraïnesa i passa 4 mesos a la presó a Xepetivka abans de ser condemnat a treballs forçats a Alemanya. S'escapa i torna a la seva regió, on viu de clandestí. Detingut de nou, a Iziàslav, aquesta vegada és enviat a Silèsia, on fa treballs forçats com a "Ostarbeiter". Quan entra l'exèrcit roig, és mobilitzat a servir en el regiment de càstig (amb presoners del Gulag, presoners alliberats dels camps d'extermini, etc.), on mor.

- Mykola Hirnyk (Мико́ла Андрі́йович Гірни́к, poble de Verbovets, província de Txerkassy, 1923 - Kíiv, 1981), poeta, periodista, redactor i traductor, pare del poeta Pavló Hirnyk.[10]

- Dmytró Pavlytxko (Дмитро́ Васи́льович Павли́чко, Dmytró Vassýliobytx Pavlytxko, poble de Stoptxàtiv, óblast d'Ivano-Frankivsk, 1929[11]), poeta, traductor, crític literari, publicista, guionista, dissident, activista civil, figura política i personatge públic. A l'edat de 16 anys, ja va passar un any a la presó, detingut pel règim soviètic sota l'acusació de participar en les activitats de l'UPA (Українська Повстанська Армія, УПА, l'Exèrcit Insurgent Ucraïnès, actiu del 1943 al 56). Les seves obres van ser censurades i ell va ser vigilat durant part del període soviètic. Tot i així, ja immediatament després de la universitat, va esdevenir un poeta programàtic afí al règim, plenament dins el temari del Realisme Socialista oficial, i més tard un dels poetes més emblemàtics del règim. Poeta conegut, també és traductor de poesia, tradueix de l'anglès, castellà, italià, francès, portuguès, ídix i molts idiomes eslaus. Ha traduït tota l'obra de Shakespeare, com també obres de Baudelaire, Luís de Camões, Dante, Petrarca, Michelangelo, Federico García Lorca, José Martí, César Vallejo, Ruben Darío, Goethe, Heinrich Heine i Rilke, entre d'altres. Participà en la renovació de la societat "Prosvita" (Товариство «Просвіта», societat "Il·lustració"), a favor de posar la cultura i l'educació a l'abast de la població, originalment fundada el segle xix. En el camp polític, és cofundador d'un partit polític, va participar activament en la redacció de l'Acte d'independència d'Ucraïna i va servir d'ambaixador d'Ucraïna a Polònia i Eslovàquia els anys 90. Ha sigut nomenat Heroi d'Ucraïna.

- Iurii Muixkètyk (Ю́рій Миха́йлович Мушке́тик, Iurii Mykhailovytx Muxkètyk, poble de Vertíïvka, actual província de Txerníhiv, 1929[12]) — conegut escriptor ucraïnès, ha escrit unes 25 obres, entre novel·les i novel·les curtes ("póvist"). Va ser el redactor en cap del diari "Dnipró" («Дніпро»), on es va arriscar a publicar dissidents. Va ser nomenat Heroi d'Ucraïna el 2009.

### Nascuts a la dècada dels anys 30

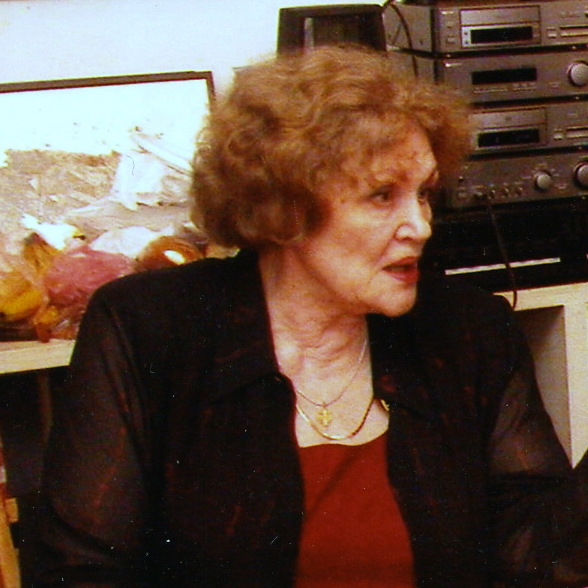
Lina Kostenko.

- Lina Kostenko.Lina Kostenko (Лі́на Васи́лівна Косте́нко, Lina Vassýlivna Kostenko, Rjýsxiv, óblast de Kíiv, 1930[13]), escriptora, poeta, guionista, dissident i activista. Com a poeta veterana del país, es podria anomenar la "Montserrat Abelló de les lletres ucraïneses". Va ser una precursora de i un dels membres més importants del moviment dissident dels "poetes dels Seixanta" (шістдесятники, xistdesiàtnyky), sorgit a l'època postestalinista del Desglaç sota Khrusxov. Va començar a publicar des de l'any 1957 al 1961, i després va ser silenciada, moltes de les seves obres destruïdes i no es va poder publicar fins 16 anys més tard, el 1977, després d'una "vaga de set" (veg. vaga de fam). Durant aquest període de silenci imposat, les seves obres només van poder circular com a publicacions artesanals clandestines, o sàmvydav (самвидав, sàmvydav, en rus: samizdat), sota iniciativa popular. Va rebre el Premi Nacional d'Ucraïna Taràs Xevtxenko el 1987. Una de les seves obres cabdals és la novel·la històrica en vers, "Marússia Txurai" (1979), sobre una cantant popular del segle xvii. Ha sigut traduïda a moltes llengües, entre elles l'alemany, anglès, italià, esperanto i rus.

- Marta Tarnavska (Марта Теодозіївна Тарнавська, Marta Teodóziïvna Tarnavska, Lviv, 1930), poeta, periodista, assagista i traductora ucraïnesa, viu a Filadèlfia, EUA. És sòcia de l'associació "Slovo" («Слово», Paraula), d'escriptors ucraïnesos en l'emigració, així com de l'Associació Nacional d'Escriptors d'Ucraïna.

- Emma Andríievska (Емма Андієвська, Stalino, avui Donetsk, 1931), prosista, poeta i pintora que treballa en la línia del surrealisme i l'hermetisme. Viu a Múnic, Alemanya.

- Ivan Dziuba (Іва́н Миха́йлович Дзю́ба, Mykolàiivka, óblast de Donetsk, 1931), assagista, publicista, intel·lectual, dissident durant l'època soviètica, home polític (va servir de Ministre de Cultura, 1992-94), guionista. Va esdevenir famós pel seu llibre clandestí, Internacionalisme o russificació? («Інтернаціоналізм чи русифікація?», publicació clandestina, o sàmvydav, 1965), pel qual va ser perseguit. El llibre, això no obstant, es va publicar en ucraïnès, rus, anglès, francès i italià. Ha escrit moltes obres abans i després, i continua escrivint. Ha rebut el títol d'Heroi d'Ucraïna, i ha estat guardonat amb el Premi Nacional d'Ucraïna Taràs Xevtxenko, entre d'altres. Treballa a l'Acadèmia Nacional de Ciències d'Ucraïna.

- Hrýhir Tiutiúnnyk (Гри́гір Миха́йлович Тютю́нник, poble de Xylivka, província de Poltava, 1931 - es va suïcidar el 1980), prosista, periodista.

- Mykhailo Lytvynets (Миха́йло Іва́нович Литвине́ць, poble de Ryxavka, óblast de Jitòmir, 1933), poeta i traductor, ha escrit també poesia infantil. Tradueix de l'occità, castellà, francès, portuguès, polonès, anglès i altres idiomes. Ha traduït, entre altres autors, a Camões, Ruben Darío, José Martí, Shakespeare i Victor Hugo.

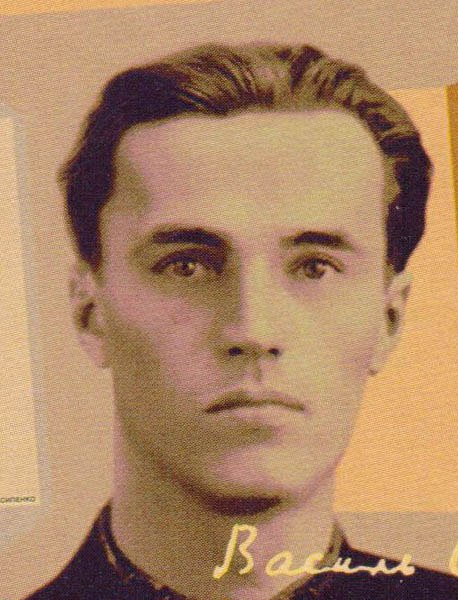
Vassil Simonenko.

- Vassil Simonenko.Volodímir Lutxuk (Володи́мир Іва́нович Лучу́к, 1934-1992), poeta, prosista, home de l'escriptora Oksana Senàtovytx i pare de l'escriptor Ivan Lutxuk. Guanyà el premi Lèssia Ukraïnka per la seva poesia i narrativa el 1995.

- Vassyl Symonenko (Васи́ль Андрі́йович Симоне́нко, Vassyl Andríiovytx Symonenko, poble de Biïvtsi, província de Poltava 1935 - Txerkassy, província de Txerkassi, 1963), poeta, periodista, activista i dissident, formà part del moviment de resistència de l'intel·ligèntsia ucraïnesa anomenada "Els dels Seixanta (Шістдеся́тники), que es creà a mitjans dels anys 50 dels s.XX. El 1962, junt amb Al·la Horska (А́лла Го́рська) i Les' Taniuk (Лесь Танюк), havia descobert unes fosses comunes de víctimes de l'NKVD a Bukivnià (Биківня́, poble l'óblast de Kíiv, avui part de la ciutat capital) i havien presentat un informe al govern. Poc després va ser agredit i brutalment apallissat, morint uns mesos després de les ferides. La Al·la Horska va ser assassinada el 1970. Avui aquestes fosses comunes són un monument nacional (Державний історико-меморіальний заповідник «Биківнянські могили») on s'estimen que hi són enterrats entre 100 i 120 mil represaliats, tot i que alguns estimen que podrien ser fins a 225.000 (víctimes dels anys 1930 i 40).

- Ivan Dratx (Іва́н Фе́дорович Драч, Ivan Fédorovytx Dratx, poble de Telíxyntsi, óblast de Kíiv, 1936), poeta, traductor, guionista de cinema, dramaturg, activista polític, dissident i figura pública i política. Va ser nomenat Heroi d'Ucraïna el 2006.

- Vassyl Stus (Васи́ль Семе́нович Сту́с, Vassyl Semenovytx Stus, 1938-1985), poeta, escriptor, activista i dissident dels anys 60, va ser reprimit i va passar un total de 23 anys (la meitat de la seva vida) a presons i camps de labor forçat, en un dels quals va morir. Va rebre el títol pòstum d'Heroi d'Ucraïna (el 2005).

- Íhor Kalinets (І́гор Миро́нович Калине́ць, Íhor Myrónovytx Kalynets, Khódoriv, província de Lviv, 1939), poeta, prosista, un dels més importants representants de l'anomenada "generació dels 60", també "moviment dels 60" («шістдесятницької» генерації, "Шістдеся́тники", Xistdessiàtnyky) і del moviment dissident i de publicació clandestina ucraïnesa (самвидав, sàmvydav) durant l'URSS. Va passar temps a camps de concentració com a presoner polític i a l'exili interior a l'URSS, igual que la seva dona, l'escriptora Irina Kalinets. Ha publicat més d'onze reculls de poesia. Viu i treballa a Lviv.

### Nascuts a la dècada dels anys 40
- Irina Kalinets (Ірина Стасів-Калинець, Iryna Stàssiv-Kalynets, Lviv, 1940), poeta, assagista, filòloga, investigadora, historiadora, professora, una de les representants més importants de l'anomenada "generació dels 60", també "moviment dels 60" («шістдесятницької» генерації, "Шістдеся́тники", Xistdessiàtnyky) і del moviment dissident i de publicació clandestina ucraïnesa (самвидав, sàmvydav) durant l'URSS. Va passar temps a camps de concentració com a presonera política i a l'exili interior a l'URSS, igual que el seu marit, l'escriptor Íhor Kalynets. Concretament, va ser arrestada per "agitació i propaganda antisoviètica" el 1972 després de defensar figures de la cultura ucraïnesa perseguides, i va passar 6 anys en una presó més 3 anys en "exili interior" en un camp de concentració de dones al complex de camps de presos polítics de Mordòvia (Мордовські табори, Mordovski tabory), junt amb l'artista Stefàniia Xabatura (Стефа́нія Миха́йлівна Шабату́ра) i la microbiòloga Nina Strokata (Ніна Антонівна Строката), entre molts d'altres.

- Iurii Pokaltxuk (Ю́рій Володи́мирович Покальчу́к, Kremenets, província de Ternópill 1941 - Kíiv 2008), escriptor, traductor, filòleg, cap de la secció internacional de la Unió d'Escriptors d'Ucraïna. Formà part del grup literari "Els gossos de Sant Iurii" (Sant Jordi) («Пси святого Юра»), i fou el fundador, líder i lletrista del grup de rock "Llums de la gran ciutat" («Вогні великого міста»).

- Oksana Senàtovytx (Оксана Павлівна Сенатович, 1941-1997), poeta, dona de l'escriptor Volodímir Lutxuk i mare de l'escriptor Ivan Lutxuk.

- Mykola Vorobiov (Мико́ла Пана́сович Воробйо́в, Mykola Panàssovytx Vorobiov, poble de Melnykivka, província de Txerkassi, 1941), poeta, un dels representants claus de l'escola poètica de Kíev, va estudiar filosofia a Kíiv. El 2005 va ser guardonat amb el Premi Nacional Taràs Xevtxenko. La seva obra s'ha traduït a l'alemany, anglès, portuguès, romanès, georgià, serbocroat, polonès i rus. Viu i treballa a Kíiv.

- Vassyl Holoborodko (Васи́ль Іва́нович Голоборо́дько, Vassyl Ivànovytx Holoborodko, poble de Adrianópill óblast de Luhansk, 1945), "cosac modern", poeta, escriptor de la coneguda escola poètica de Kíev i dissident. Va ser forçat a deixar la universitat de Kíev durant l'època soviètica per haver distribuït el llibre clandestí (самвидав, sàmvydav), "Internacionalisme o russificació?", del també dissident Ivan Dziuba (Іван Дзюба) («Інтернаціоналізм чи русифікація»), entre els estudiants de la Universitat de Donetsk. Va treballar com a miner, ja que no es podia publicar al seu país. El 1970, però, es va poder publicar un recull de la seva poesia en ucraïnès als EUA. El primer recull de poesia que va poder publicar (legalment) al seu país va ser el 1988. El 1994 va rebre el Premi Nacional d'Ucraïna Taràs Xevtxenko. També ha estat guardonat amb altres premis nacionals. La seva obra s'ha traduït a l'alemany, anglès, francès, castellà, portuguès, suec, polonès, romanès, croat, serbi, rus, estonià, letó i lituà.

- Nina Hnatiuk (Ні́на Юхи́мівна Гнатю́к, Nina Iukhýmivna Hnatiuk, poble de Bezvodne, província de Vínnitsia, 1947), poeta, periodista, locutora de ràdio.

- Mykhailo Hryhóriv (Миха́йло Семе́нович Григо́рів, Mykhailo Seménovytx Hryhóriv, poble de Lisnýi Khlíbytxyn, óblast d'Ivano-Frankivsk, 1947), "cosac modern", poeta, periodista, escriptor de la coneguda escola poètica de Kíev, dissident, redactor en cap d'un diari i traductor del letó. Va ser guardonat amb el premi de poesia Pavló Tytxyna, lliurat per l'Associació Nacional d'Escriptors d'Ucraïna.

- Mykola Miroxnytxenko (Мико́ла Миколайович Мірошниче́нко, óblast de Luhansk, 1947-2009), poeta i traductor. Com a poeta, va ser actiu en el camp de la poesia fonètica, visual, concreta i experimental en general, i va ser cofundador del grup literari de palindromistes "Heràklit" («Геракліт»), que feien obres senceres en palíndrom. Traduïa de l'àzeri, turc i tàtar de Crimea.

- Ivan Iov (Іва́н Па́влович Іо́в, Ivan Pàvlovytx Iov, poble de Kàmianka, província de Dnipropetrovsk, 1948 — 2001), poeta, treballava en el camp de la poesia fonètica i experimental. També va treballar com a periodista a Ivano-Frankivsk, Khmelnitski i l'óblast de Kíiv. Estudià filologia a Kàmianets-Podilski.

- Bohdan Joldak (Богда́н Олексі́йович Жолда́к, Kíiv, 1948), prosista, guionista de cinema, dramaturg, treballa principalment a un estudi cinematogràfic, però també ensenya i ha treballat a la ràdio i la televisió. El seu pare és el poeta i guionista Olés' Joldak.

- Oleh Lyxeha (Оле́г Богда́нович Лише́га, Oleh Bohdànovytx Lyxeha, Týsmenytsia, óblast d'Ivano-Frankivsk, 1949), poeta, dramaturg, traductor, intel·lectual, pintor, escultor i dissident. Com a càstig per participar en el cercle artístico-literari extraoficial, "Bohèmia de Lviv", les autoritats soviètiques el van fer fora de la universitat el 1972 i va ser condemnat a exili interior, a servir en la mili. Després va tornar al seu poble natal i va treballar en una fàbrica. Per 16 anys, del 1972 al 1988, va estar sota prohibició de publicar. El 1989, quan l'autor tenia 40 anys, va aparèixer el seu primer llibre, un recull de poesia. Una selecció dels seus poemes traduïts a l'anglès per l'autor en col·laboració amb James Brasfield va guanyar el premi del PEN 2000 per poesia en traducció. Ha sigut descrit com el Henry Thoreau del segle XX d'Ucraïna. Ha traduït obres de l'Ezra Pound i T.S. Eliot de l'anglès, i també obres xineses antigues en col·laboració amb un altre traductor.

- Hryhorii Txubai (Григо́рій Петрович Чуба́й, 1949-1982), poeta i traductor, part del moviment "underground" dels anys 70 i fill de Taràs Txubai, cantant de grup rock "Platx Ieremíï" (Плач Єремії, "El Plor de Jeremies").

### Nascuts a la dècada dels anys 50
- Vassyl Xkliar (Васи́ль Микола́йович Шкляр, poble de Hanjalivka, província de Txerkassi, 1951), prosista, periodista, home polític. Va estudiar filologia a Kíiv i Ierevan. A part d'ucraïnès i rus, parla armeni.

- Iurii Vynnytxuk (Ю́рій Па́влович Винничу́к, Iurii Pàvlovytx Vynnytxuk, Stanislav, ara Ivano-Frankivsk, 1952), poeta, prosista, assagista, periodista, redactor, editor, traductor, lingüista i mistificador, en la seva obra de ficció, treballa amb elements del fantàstic, eròtica, humor negre i paròdia postmoderna. Representant del "fenomen de Stanislàviv", no poques vegades ha ensarronat a la crítica i l'estament literari fent-se passar per algun escriptor estranger dels Balcans, per exemple, o la seva obra com a antics escrits celtes… (obres que es van publicar com a tal!). També ha hagut de fugir dels seus habitatges en època soviètica per visites sorpresa-escorcolls de les autoritats en cerca de la possessió de llibres clandestins o prohibits. Les seves obres s'han traduït a l'alemany, anglès, francès, castellà, belarús, polonès, rus, txec, croat, serbi i esperanto. Tradueix de l'anglès, gal·lès i idiomes eslaus, incloent-hi el txec - ha traduït, per exemple, el Bohumil Hrabal, entre d'altres.

- Les' Podervianskyi (Лесь Подерв'я́нський, nom complet: Олександр Сергійович Подерв'янський, Oleksandr Serhíovytx Podervianskyi, Kíiv, 1952), dramaturg (teatre satírico-còmic), actor, pintor, poeta i "performer", és conegut per gairebé cada ciutadà del seu país per les seves obres teatrals curtes (generalment duren de 5 a 15 minuts) en el gènere de l'absurd, satíriques, grotesques, sovint políticament incorrectes i obscenes, sempre còmiques, amb un ric i viu llenguatge vulgar i obscè i un intencionat sobreús del súrjyk (la combinació indiscriminada i vulgar del rus i l'ucraïnès), transmeses per ràdio (llegides per ell mateix). Es publica en format de llibre però principalment en format CD, on ell mateix llegeix les seves obres, fent de tots els personatges. Gaudeix d'una enorme popularitat, fins al punt que molta gent se sap les seves obres de memòria.

- Michael M. Naydan, Mykhailo Naidan (Михайло Найдан, Nova Jersey, 1952), traductor de l'ucraïnès a l'anglès, poeta, professor d'idiomes i literatures eslaves a la Universitat de Pennsilvània i a Lviv, fill d'ucraïnesos, el seu primer idioma fou l'ucraïnès. A part de poeta, ha traduït moltes obres dels seus contemporanis a l'anglès, entre elles, la poesia de l'Oksana Zabujko, del Iurii Andrukhóvytx, la Natalka Bilotserkívets, el Mykola Bajan, l'Attila Mohylny, i molts d'altres.

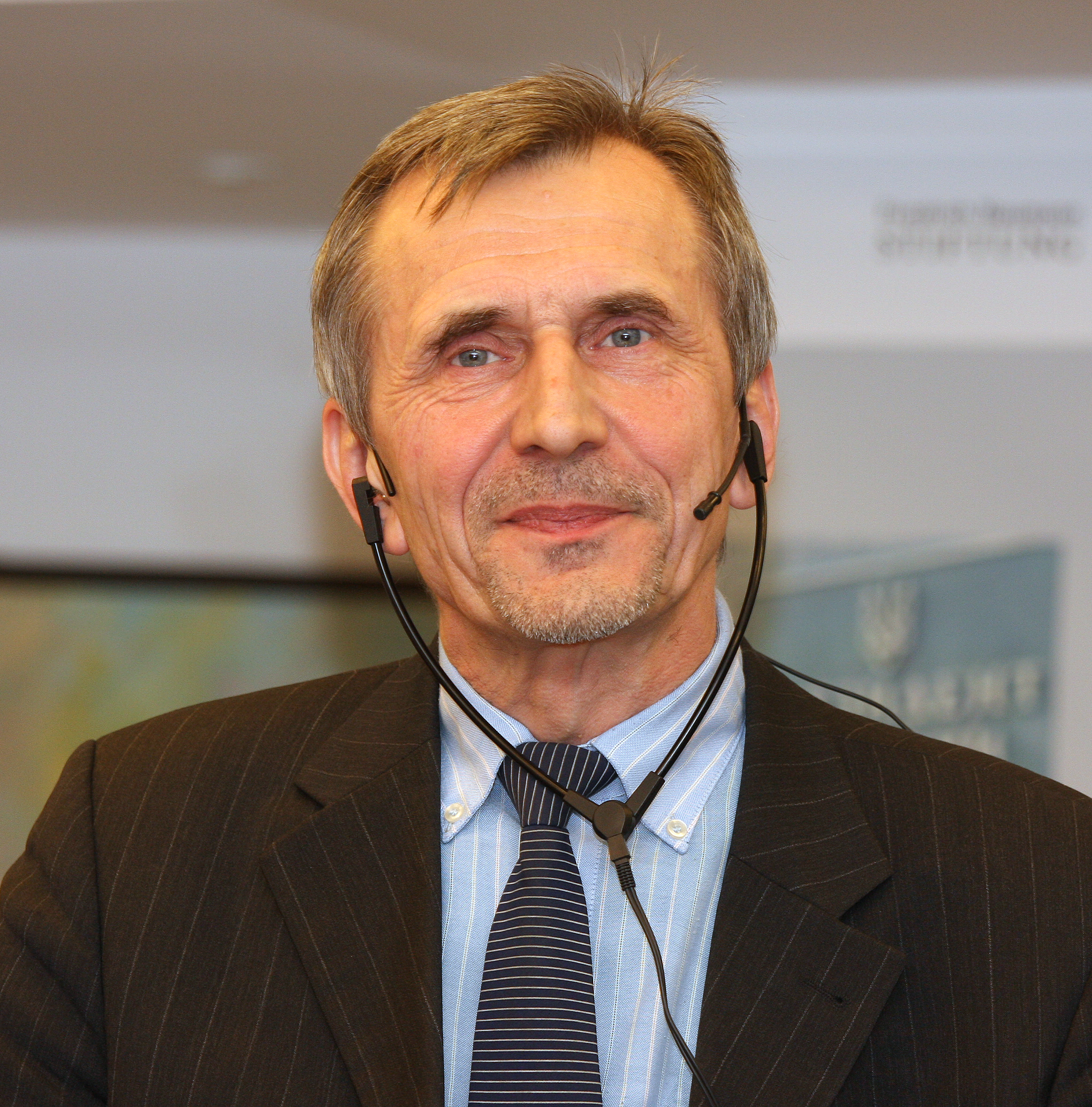
Mykola Riabtxuk.

- Mykola Riabtxuk.Mykola Riabtxuk (Мико́ла Ю́рійович Рябчу́к, Lutsk, província de Volýn, 1953), assagista, comentador polític, periodista, publicista, crític literari, poeta, prosista, redactor i traductor, aquest intel·lectual, més conegut a l'estranger que al seu país, començà a escriure com a poeta i narrador sota l'URSS, i va ser fet fora de la universitat per haver contribuït a publicacions clandestines o samvydav. Va ser prohibit de publicar. El seu primer volum de poesia es va poder publicar només el 1989, una recopilació de versos anteriors, i un recull de les seves narracions, el 2002. Del 1988 ençà, es dedica principalment a escriure assaig i comentari poètic. Està sovint a l'estranger, ensenyant, investigant, escrivint i participant en conferències. També treballa per diverses revistes literàries, algunes de les quals ha cofundat. Viu a Kíiv, company de la poeta i publicista Natalka Bilotserkívets. Les seves obres s'han traduït al polonès, alemany, francès i anglès, entre altres idiomes.

- Natalka Bilotserkívets (Ната́лка Генна́діївна Білоцеркі́вець, Natalka Hennàdiïvna Bilotserkívets, ciutat de Kuiànivka, província de Sumi, 1954), poeta, periodista, publicista, assagista, crítica literària, traductora i redactora de la revista literària "Ukraïnska Kultura" ("Cultura Ucraïnesa"). El seu primer recull de poesia es va publicar el 1976, i els dos següents volums (1984 i 89) van esdevenir referents de la literatura ucraïnesa. Ha publicat 6 reculls de poesia i diferents textos d'assaig, i ha rebut el Premi Maiakòvski de Geòrgia. Viu a Kíiv, companya del crític i publicista, Mykola Riabtxuk. Les seves obres, amb algunes influències del simbolisme francès i de l'acmeisme rus, s'han traduït a l'alemany, holandès, anglès, suec, belarús, polonès i rus. Tradueix de l'anglès, entre altres idiomes.

- Liuko Daixvar (Люко Дашвар, nom real: Ірина Миколаївна Чернова, Irina Mikolaivna Txernova; Kherson, óblast de Kherson, 1954), un fenomen de l'escena literària ucraïnesa, aquesta guionista, periodista i prosista publicà la seva primera novel·la el 2007 i ara com ara (2011) és la novel·lista més llegida del país, d'acord amb el nombre de vendes. Les seves tres primeres novel·les han guanyat 4 premis de prestigi nacional (Koronàtsia Slova 2007, 2008 i 2009, i llibre de l'any de BBC Ucraïna 2008). Escriu principalment en ucraïnès però també en rus.

- Liudmyla Taran (Людмила Василівна Таран, Liudmyla Vassýlivna Taran; Hrebinky, óblast de Kíiv, 1954), poeta, prosista, crítica literària i periodista. Ha publicat sis reculls de poesia i tres volums de narrativa i ha rebut diversos premis literaris.

- Pavló Hirnyk (Павло́ Микола́йович Гірни́к, Pavló Mykolàiovytx Hirnyk, Khmelnitski, 1956), poeta, fill del també poeta, Mykola Hirnyk, i de l'etnògrafa, Tamara Dmýtrivna Hirnyk (Тамара Дмитрівна Гірни́к). Va estudiar filologia a Kàmianets-Podilski i pedagogia a Kíiv, a més de prendre cursos de literatura a Moscou, després treballà de mestre d'escola a uns quants pobles d'Ucraïna i va estar involucrat amb Dyven, el teatre de titelles de Khmelnitski, encarregat de l'aspecte literari (la dramatúrgia). A més d'altres premis, ha estat guardonat amb el Premi Nacional d'Ucraïna Taràs Xevtxenko el 2009 per la seva poesia. Viu a la petita ciutat de Deràjnia, província de Khmelnitski.

- Oles' Illtxenko (Олесь Григорович Ільченко, Oles' Hryhorovytx Illtxenko, Kíiv, 1957), principalment poeta, periodista i escriptor de literatura infantil, però també tradueix, escriu prosa, assaig, alguns volums de ciència popular i guions, i ha treballat a la televisió. La seva poesia s'ha traduït a l'anglès, rus i serbi.

- Vassyl Kojelianko (Васи́ль Дми́трович Кожеля́нко, Vassyl Dmýtrovytx Kojelianko, poble de Kàmianka, província de Txernivtsí, 1957-2008), poeta, prosista, novel·lista i dramaturg, es considera el fundador del gènere de la "història alternativa" (una forma d'ucronia), emparentada amb la ciència-ficció. La seva obra mestre és la novel·la Desfilada militar a Moscou (Дефіляда, també: Дефіляда в Москві), on, en una línia força paral·lela a Paraules d'Opòton el Vell, d'Avel·lí Artís i Gener / Tísner, planteja la història al revés: proposa el canvi de papers entre russos i ucraïnesos pels volts del 1941.

- Leonid Kononóvytx (Леонід Кононович, poble de Krassýlivka, óblast de Kíiv, 1958), novel·lista, dissident, traductor del francès, mestre del gènere negre, també ha escrit alguna novel·la èpica. El 1977, va ser detingut pel KGB per distribuir publicacions clandestines o sàmvydav a favor dels drets humans, i més tard una advertència del KGB per distribuir literatura nacionalista. La seva primera novel·la negra (Jo sóc un zombi 1993) que va poder publicar lliurement va esdevenir un "best-seller". Continua essent un escriptor molt popular. Ha traduït autors com ara Émile Durkheim, Albert Camus, Jean Baudrillard, Maurice Blanchot, Faïza Guène, Sijie Dai i Antoine de Saint-Exupéry, entre d'altres.

- Halyna Pahutiak (Гали́на Васи́лівна Пагутя́к, Halyna Vassýlivna Pahutiak, Zalokot, província de Lviv, 1958), prosista, assagista, mestre, ha publicat moltes novel·les, com també narrativa i articles a diverses revistes literàries i periòdics. Viu a Lviv.

- Íhor Rymaruk (І́гор Микола́йович Римару́к, Íhor Mykolàiovytx Rymaruk, poble de M'iakoty, Óblast de Khmelnitski, 1958 - Lviv, 2008), poeta de gran renom i redactor, va ser el redactor en cap del diari Sutxasnist («Сучасність», "Actualitat"), el redactor en cap de l'editorial de literatura contemporània ucraïnesa, "Dnipró" (видавництво «Дніпро́»), i assessor al Ministre de Cultura en temes d'edició de llibres. També va fer-se càrrec de l'antologia del Poetes del Vuitanta, els Visimdessiàtnyky («Вісімдесятники» Edmonton, 1990). El 2002, va rebre el Premi Nacional d'Ucraïna Taràs Xevtxenko. La seva poesia s'ha traduït a nombroses llengües, i s'ha publicat en antologies de poesia ucraïnesa en alemany, anglès, suec, castellà, romanès, polonès i rus. El 2008, va morir en un tràgic accident a Lviv, atropellat per un cotxe.

- Ievhènia Kononenko (Євгенія Кононенко, Kíiv, 1959), poeta, prosista, assagista, escriptora de literatura infantil, publicista i traductora del francès i l'anglès, va estudiar enginyeria mecànica i matemàtiques abans d'endinsar-se en la filologia francesa. Les seves novel·les i narrativa breu s'han traduït a l'anglès, alemany, francès i croat.

- Mariia Matiós (Марія Василівна Матіо́с, Mariia Vassýlivna Matiós; poble de Roztoky, Bucovina, província de Txernivtsí, 1959), novel·lista, poeta i publicista ucraïnesa de família hutsula. Ha guanyat alguns dels premis més importants del país, com ara el Premi Nacional d'Ucraïna Taràs Xevtxenko (Національна премія України імені Тараса Шевченка) el 2005, i el premi "Coronació de la paraula" ("Коронація слова") el 2007. Escriu principalment en ucraïnès però també en polonès. La seva prosa s'ha traduït a l'anglès, polonès i rus.

- Petró Midianka (Петро Мідянка, poble de Xyrokyi Luh, Transcarpàcia, 1959), poeta i mestre d'escola, feina aquesta última per la qual ha rebut premis. La seva poesia ha estat traduïda a l'anglès, hongarès, txec, serbocroat i rus.

- Halyna Vdovytxenko (Гали́на Вдовиче́нко, ciutat de Petxenga, óblast de Múrmansk, RSFS de Rússia, 1959), prosista, periodista, redactora. Va estudiar filologia a Lviv, on continua vivint. Treballa de redactora adjunta del diari "Vyssokyi Zàmok" ("Високий Замок").

### Nascuts a la dècada dels anys 60
Molts dels escriptors nascuts als 50 i 60 pertanya a l'anomenada "generació dels 80", els "Vissimdisiàtnyky", que revolucionà la literatura ucraïnesa, en primer lloc l'Andrukhóvytx i companyia.
- Oksana Zabujko (Окса́на Стефа́нівна Забу́жко, Oksana Stefànivna Zabujko, Lutsk, província de Volýn, 1960), poeta, prosista, assagista, filòsofa, publicista, un dels escriptors contemporanis més importants del país. Posa èmfasi sobre qüestions de la identitat ucraïnesa, i sovint usa metodologies del feminisme i postcolonialisme. La seva obra més coneguda és la novel·la "Польові дослідження з українського сексу" (Estudis de camp sobre el sexe ucraïnès), que s'ha traduït a l'alemany, anglès, italià, suec, hongarès, polonès, búlgar, txec, rus, romanès, farsi i holandès, entre altres idiomes.

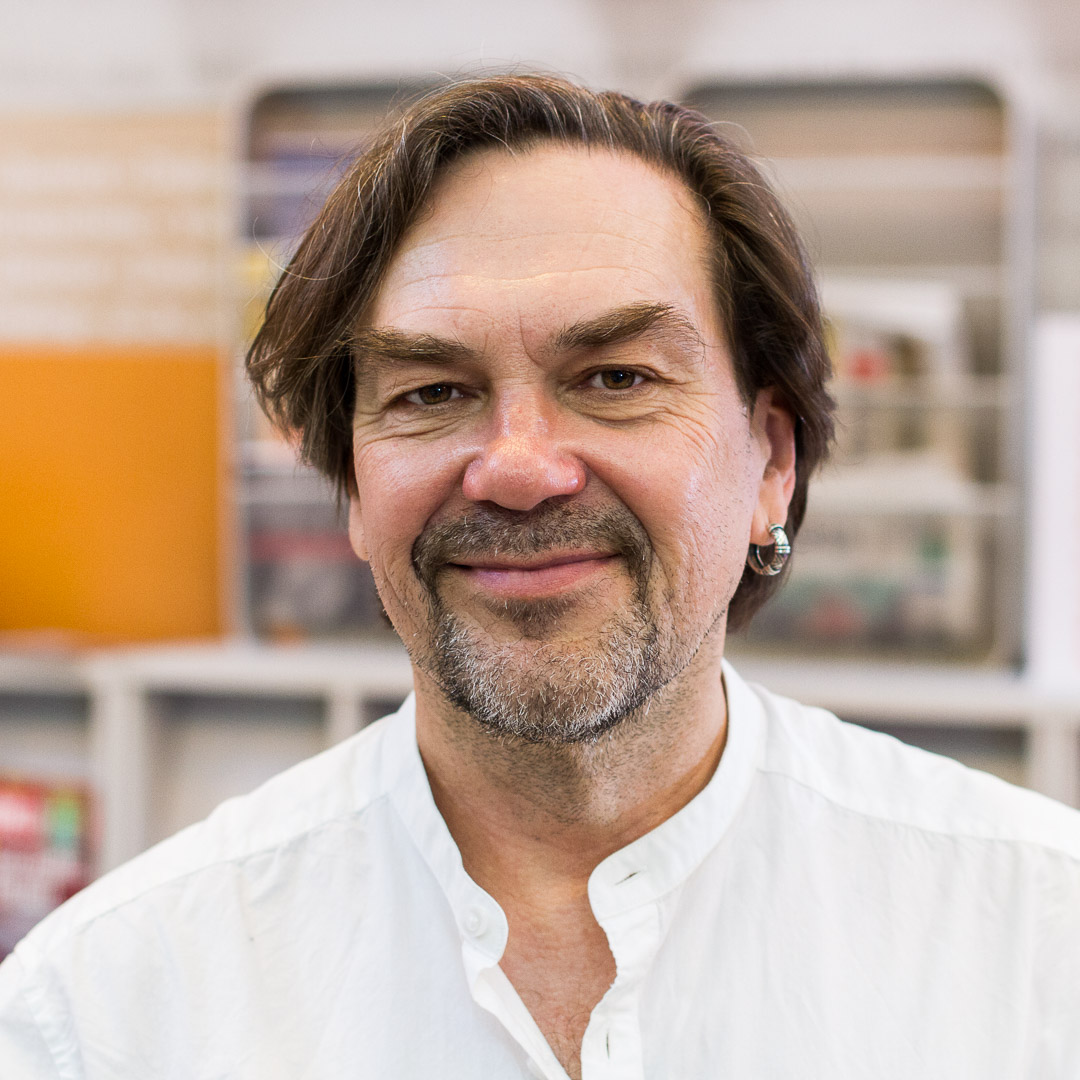
Iuri Andrukhóvytx.

- Iuri Andrukhóvytx.Iurii Andrukhóvytx, també Iuri (Ю́рій І́горович Андрухо́вич, Iurii Íhorovytx Andrukhóvytx, Stanislav, ara Ivano-Frankivsk, óblast d'Ivano-Frankivsk1960), també conegut com el Patriarca (Патріарх, Patriarkh), prosista, poeta, assagista, traductor i activista literari, aquest fenomen literari és un dels tres fundadors del grup d'acció literària Bu-Ba-Bu (Бу-Ба-Бу, Бурлеск-Балаган-Буфонада, Burlesk-Balahan-Bufonada), és a dir "Burlesc-Farsa-Bufonada", junt amb l'Oleksandr Irvanets i el Víktor Neborak. Es podria dir que és l'escriptor més important i amb més ressò en el panorama literari del país avui, i un dels artífexs del ressorgiment literari dels 80-90 a Ucraïna, part del "Fenomen de Stanislav". Les seves obres s'han traduït a l'alemany, anglès, suec, castellà, hongarès, finlandès, polonès i rus. Tradueix de l'anglès, l'alemany, el polonès i el rus. La seva poesia ha estat musicada per diversos grups de rock i de música alternativa ucraïnesos, i les seves novel·les han sigut portades a la pantalla gran i al teatre. Col·labora amb molts poetes joves i amb diversos grups musicals.

- Oleksandr Irvanets (Олекса́ндр Васи́льович Ірване́ць, Oleksandr Vassýliovytx Irvanets, Lviv, 1961), poeta, dramaturg, prosista i traductor, un dels tres fundadors del grup d'acció literària Bu-Ba-Bu (Бу-Ба-Бу, Бурлеск-Балаган-Буфонада, Burlesk-Balahan-Bufonada), és a dir "Burlesc-Farsa-Bufonada", treballa en la línia de la comèdia, l'humor, la sàtira, la ironia i la performance, i també el realisme màgic. Les seves obres s'han traduït a l'anglès, alemany, francès, suec, polonès, belarús i rus, i les seves obres de teatre s'han representat a Alemanya, Luxemburg, Kazakhstan i Polònia. Tradueix del polonès, belarús i rus. S'ha criat i viu a Rivne.

- Víktor Neborak (Ві́ктор Володи́мирович Небора́к, Víktor Volodímirovytx Neborak, Ivano-Frankove, abans Iàniv, petita ciutat a la província de Lviv, 1961), poeta, prosista, dramaturg, assagista, estudiós de la literatura, un dels tres fundadors del grup d'acció literària Bu-Ba-Bu (Бу-Ба-Бу, Бурлеск-Балаган-Буфонада, Burlesk-Balahan-Bufonada), és a dir "Burlesc-Farsa-Bufonada". Treballa en la línia de la comèdia, l'humor, la sàtira, la ironia. Els seus poemes han sigut musicats per diversos grups ucraïnesos.

- Ivan Malkóvytx (Іва́н Анто́нович Малко́вич, Ivan Antónovytx Malkóvytx, poble de Nyjnii Beréziv, óblast d'Ivano-Frankivsk, 1961), poeta i editor, és a dir, director de l'editorial de llibres infantils, “A-ba-ba-ha-la-ma-ha” («А-ба́-ба-га-ла-ма́-га»). Va estudiar el violí al conservatori d'Ivano-Frankivsk i filologia a la Universitat de Kíiv. Els seus poemes reprodueixen el món figuratiu-simbòlic dels infants, mentre demostren tocs de refinament neo-barroc i a vegades l'ús d'un vocabulari radical. Se l'ha qualificat de metafísic i se l'ha comparat amb el poeta cubà del segle xix, José María Heredia. També es diu que és "el poeta més lent", ja que escriu la seva poesia pausadament, a raó d'un poema per any.

- Iurkó Ízdryk, (Юрко´ І́здрик, Kàluix, óblast d'Ivano-Frankivsk, 1962[14]), prosista i poeta del postmodernisme, assagista, editor i creador del projecte conceptual de revista literària "Txetver" («Четвер», Dijous), que des del 1992, redacta junt amb l'Andrukhóvytx, i un dels motors del "fenomen de Stanislàviv". També actiu en els camps de la música (com a compositor) i de la pintura (il·lustració, pintura), col·labora sovint amb l'Andrukhóvytx i altres escriptors. S'ha traduït a diversos idiomes, en particular el polonès, i ha traduït obres del polonès, en particular del Czesław Miłosz.

- Nazar Hontxar (Наза́р Михайлович Гонча́р, Lviv, 1964 - prop d'Újhorod, 2009), poeta, "palindromista", i "accionista" (involucrat en accions artístiques, performance), en la poesia treballava el camp de la poesia fonètica. És un dels fundadors del grup literari "LuHoSad" («ЛуГоСад», fundat el 1894 a Lviv, cessà d'existir el 2009, amb la mort del Hontxar), junt amb el Roman Sadlovskyi i l'Ivan Lutxuk, i del grup literari de palindromistes, "Heràklit" («Геракліт»).

- Vassyl Makhnó, en anglès: Vasyl Makhno (Василь Махно, poble de Txortkiv, província de Ternópill, 1964), poeta, assagista, traductor i dramaturg. Tradueix del polonès i anglès. La seva obra ha estat traduïda a l'anglès, alemany, ídix, portuguès, romanès, armeni, lituà, belarús, polonès, rus, eslovè, txec, serbi i malai. Viu a Nova York des de l'any 2000.

- Roman Sadlovskyi (Роман Іванович Садловський, Roman Ivànovytx Sadlovskyi; Lviv, 1964), poeta, artista gràfic, és un dels fundadors del grup literari "LuHoSad" («ЛуГоСад», junt amb el Nazar Hontxar i l'Ivan Lutxuk; fundat el 1994 a Lviv, el grup cessà d'existir el 2009, amb la mort del Hontxar). Treballa també en el camp de la poesia fonètica.

- Volodímir Tsybulko (Володи́мир Микола́йович Цибу́лько, Volodímir Mykolàiiovytx Tsybulko; poble de Khmillna, província de Txerkassyi, 1964), poeta, traductor, assagista, conegut organitzador de festivals i altres esdeveniments literaris i artístics i home polític.

- Volodímir Ièxkiliev (Володи́мир Льво́вич Є́шкілєв, Volodímir Lvóvytx Ièxkiliev, Ivano-Frankivsk, óblast d'Ivano-Frankivsk, 1965), prosista, poeta, assagista, redactor de revistes literàries, un dels ideòlegs del "fenomen de Stanislav". Conrea el postmodernisme, l'assaig filosòfic i la crítica literària, un dels seus assaigs s'intitula "quadrats negres i vermells". Té unes quatre novel·les publicades, un en coautoria amb l'Oleh Hutsuliak, uns tres volums més de prosa, uns quants volums de poesia, i infinits articles en revistes literàries. També és redactor de més de tres revistes literàries i culturals.

- Ivan Lutxuk (Іва́н Володи́мирович Лучу́к, Ivan Volodímirovytx Lutxuk; Lviv, 1965), poeta, palindromista, prosista, assagista, traductor, redactor, antologista, i filòleg. Fill dels escriptors Volodímir Lutxuk (1934-1992) i Oksana Senàtovytx (1941-1997), és un dels fundadors dels grups literaris "LuHoSad" («ЛуГоСад», junt amb el Nazar Hontxar i el Roman Sadlovskyi; fundat el 1894 a Lviv, el grup cessà d'existir el 2009, amb la mort del Hontxar) i "Heràklit" («Геракліт»).

- Dmytró Stus (Дмитро́ Васи́льович Стус, Dmytró Vassýliovytx Stus, Kíiv, 1966), fill del famós poeta Vassyl Stus, és escriptor, crític i redactor. Va ser guardonat amb el Premi Nacional d'Ucraïna Taràs Xevtxenko el 2007 per la seva monografia sobre la vida i obra del seu pare.

- Serhí Pantiuk (Сергі́й Дми́трович Пантю́к, Serhí Dmýtovytx Pantiuk; poble de Sokilets, província de Khmelnitski, 1966), poeta, prosista, editor, activista cultural i polític involucrat amb l'associació "Fons Anticorrupció" (фонд «Антикорупція»). Coordina el cercle "Altres literatures" («Інша література») i ha fundat l'editorial que porta el seu nom. Va participar en la "revolució de granits" (protesta de fam estudiantil), el moviment "Ucraïna sense Kutxma" i la revolució taronja.

- Íhor Pavliuk (І́гор Зино́війович Павлю́к, Íhor Zynóviovytx Pavliuk, poble d'Ujova, província de Volýn, 1967), poeta, prosista, assagista, periodista, doctor en comunicació social i traductor, ha treballat també com a locutor a la ràdio. Tradueix poesia del rus. La seva obra s'ha traduït a l'anglès, japonès, belarús, polonès, rus i altres idiomes.

- Taràs Prokhasko (Тара́с Богда́нович Проха́сько, Taràs Bohdànovytx Prokhasko, Stanislàviv, ara Ivano-Frankivsk, óblast d'Ivano-Frankivsk, 1968), prosista, assagista, i, pels estudis universitaris, botànic, i germà del també escriptor Iurkó Prokhasko. Aquest representant del "fenomen de Stanislav", a vegades anomenat "filòsof errant" i "Lebenskünstler" (artista de la vida), contribueix sovint a revistes literàries com ara "Txetver", ha publicat moltes obres i ha creat tota una sèrie de "ràdio-relats" (peces ultra curtes per a ser llegides a la ràdio). Ha sigut traduït a l'alemany, anglès, polonès i rus.

- Halyna Petrosaniak, també Hàlia (Галя o Галина Іванівна Петросаняк, Halyna Ivànivna Petrosaniak; nascuda a terra de Hutsuls, al poble de Txeremoixna, óblast d'Ivano-Frankivsk, 1969), poeta i traductora. La seva poesia s'ha traduït a l'alemany, anglès, belarús, polonès i rus. Tradueix de l'alemany i el txec. Forma part del "fenomen de Stanislaviv".

- Iaryna Sentxýxyn (Яри́на Богда́нівна Сенчи́шин, Iaryna Bohdànivna Sentxýxyn; Jýriv, província de Lviv, 1969), poeta i traductora del polonès. La seva obra poètica fou guardonada amb el premi literari Bohdan-Íhor Antónytx "Salutació a la vida" (Літературна премія імені БОГДАНА-ІГОРЯ АНТОНИЧА “Привітання життя”) el 1994.

- Victòria Stakh (Вікторія Стах, usa també els pseudònims: Мстислава Чайка, Mstyslava Txaika, Яніра Мева, Iaryna Meva, Мотря Чуйбіска, Motria Txuibiska, Жирка Зиґзиця, Jyrka Zygzýtsia, i Віктір Остап, Víktir Ostap; Kíiv, 1969), poeta, prosista, publicista, periodista, redactora, filòloga i crítica, va treballar un temps a la casa-museu de Pavló Tytxtyna i a la televisió. Ha publicat diversos reculls de poesia i reculls de poesia per a infants, i també ha estat un dels artífexs de l'antologia de poemes eròtics ucraïnesos, "Llibre blanc de l'estimada" («Біла книга кохання»). La seva poesia s'ha traduït a l'anglès i el rus, i el grup de rock ucraïnès Mertvyi Píveny («Мертвий півень») ha musicat alguns dels seus poemes. Guanyà el premi Smoloskyp («Смолоскип») el 1997 pel seu cicle d'entrevistes sobre temes d'art, i ha guanyat el premi "La força dels petits" («Сила малого»), premi literari per a obres de petit format (narrativa).

### Nascuts a la dècada dels anys 70
- Andríi Kokotiukha (Андрій Анатолійович Кокотюха, Andríi Anatòliovutx Kokotiukha, ciutat de Níxyn, província de Txerníhiv, 1970), prosista (novel·la, narrativa breu), assagista i periodista, ha publicat una desena de llibres, ha escrit el guió d'una pel·lícula i ha rebut diversos premis.

- Iurkó Prokhasko, també Iurii (Юрко́ o Ю́рій Богда́нович Проха́сько, Iurii Bohdànovytx Prokhasko, Stanislàviv, ara Ivano-Frankivsk, óblast d'Ivano-Frankivsk, 1970), assagista, estudiós de la literatura, crític literari, investigador de literatura comparada, redactor, escriptor i traductor, representant del "fenomen de Stanislav". És el germà de l'escriptor Taràs Prokhasko. Escriu en ucraïnès i alemany. Ha escrit obres sobre Kafka i ha guanyat premis a Alemanya. Tradueix de l'alemany i polonès.

- Iurii Sadlovskyi (Ю́рій Іва́нович Садло́вський, Iurii Ivànovytx Sadlovskyi; Lviv, 1970), poeta, traductor, doctor de filologia, professor de llengua i literatura ucraïneses a la facultat de filologia de la Universitat de Letònia i mestre de llatí a l'escola o gymnasium especialitzat en llengües i literatures clàssiques a Riga. Redactor de la revista literària Stoky, i de la revista infantil Lialia, de Riga. Organitzador de conferències i esdeveniments literaris a Letònia i Ucraïna. Autor de diversos llibres de poesia, ha publicat el primer diccionari fraseològic ucraïnès - letó, i escriví la seva primera obra de teatre el 2009. Tradueix del letó.

- Khrystyna Lukastxuk o Lukaixtxuk (Христина Лукащук, Lviv, 1972), arquitecte i ceramista de formació, aquesta poeta i novel·lista ha guanyat el prestigiós premi "Koronàtsiia slova", entre d'altres. Recentment ha obert la galeria "Koral·li" a Lviv, on s'organitza esdeveniments literaris i artístics.

- Marianna Kiianovska (Маріа́нна Яросла́вівна Кіяно́вська, Marianna Iaroslàvivna Kiianovska, Nésterov, ara Jovkva, província de Lviv, 1973), principalment poeta, però també prosista, traductora, crítica i estudiosa de la literatura. Durant el seu període d'estudiant a la Universitat de Lviv, va formar part del grup literari femení "MMIUNNA TUHA" ("ММЮННА ТУГА", junt amb la Mariana Savka, la Iúlia Misxenko i la Natalka Sniadanko). La seva poesia s'ha traduït a l'anglès, belarús, polonès, rus i serbi. Tradueix poesia del polonès, belarús i rus.

- Mariana Savka (Мар'я́на Оре́стівна Са́вка, Mar'iana Oréstivna Savka, Kopýtxyntsi, província de Ternópill, 1973), poeta de renom, filòloga, publicista, escriptora de poesia infantil i cofundadora i redactora en cap de l'editorial Staryi Lev («Видавництва Старого Лева»). Durant el seu període d'estudiant a la Universitat de Lviv, va formar part del grup literari femení "MMIUNNA TUHA" ("ММЮННА ТУГА", junt amb la Marianna Kiianovska, la Iúlia Misxenko i la Natalka Sniadanko). Ha traduït de l'anglès. La seva poesia ha estat traduïda a l'anglès, belarús, lituà, polonès i rus.

- Natalka Sniadanko (Ната́лка Сняда́нко, Lviv, 1973), novel·lista, periodista i traductora. Durant el seu període d'estudiant a la Universitat de Lviv, va formar part del grup literari femení "MMIUNNA TUHA" ("ММЮННА ТУГА", junt amb la Mariana Savka, la Iúlia Misxenko i la Marianna Kiianovska). Les seves obres s'han traduït a l'alemany, polonès i rus. La seva primera novel·la (2004), d'un to fresc i satíric, va tenir un gran èxit, especialment entre els joves.

- Kateryna Khinkúlova (Катерина Хінкулова, Kíiv, 1973), novel·lista i periodista que viu ara a Londres, on està investigant diferents formats de televisió. Escriu en ucraïnès (i possiblement anglès).

- Anatolii Dnistrovíi (Анато́лій Дністрови́й, nom real: Анатолій Олександрович Астаф'єв, Anatolii Oleksàndrovytx Astàfiev; Ternópill, 1974), novel·lista, poeta i traductor (de l'ucraïnès, txec i belarús), fill del poeta, crític literari, traductor i professor, Olés' Nitxlava (Олесь Нічлава, nom real: Олекса́ндр Григо́рович Аста́ф'єв, Oleksandr Hryhórovytx Astàfiev, 1952).

- Svitlana Povaliàieva (Світлана Вадимівна Поваляєва, Kíiv, 1974), poeta, periodista, redactora literària i traductora. Ha treballat als diferents mitjans de comunicació (ràdio, televisió, premsa), i els últims 4 anys (a 2009) al canal 5, amb els projectes del periodista, guitarrista i líder del grup "Mertvyi Píven", Roman Txaika. Ha publicat molts llibres i un audio-CD de la seva poesia.

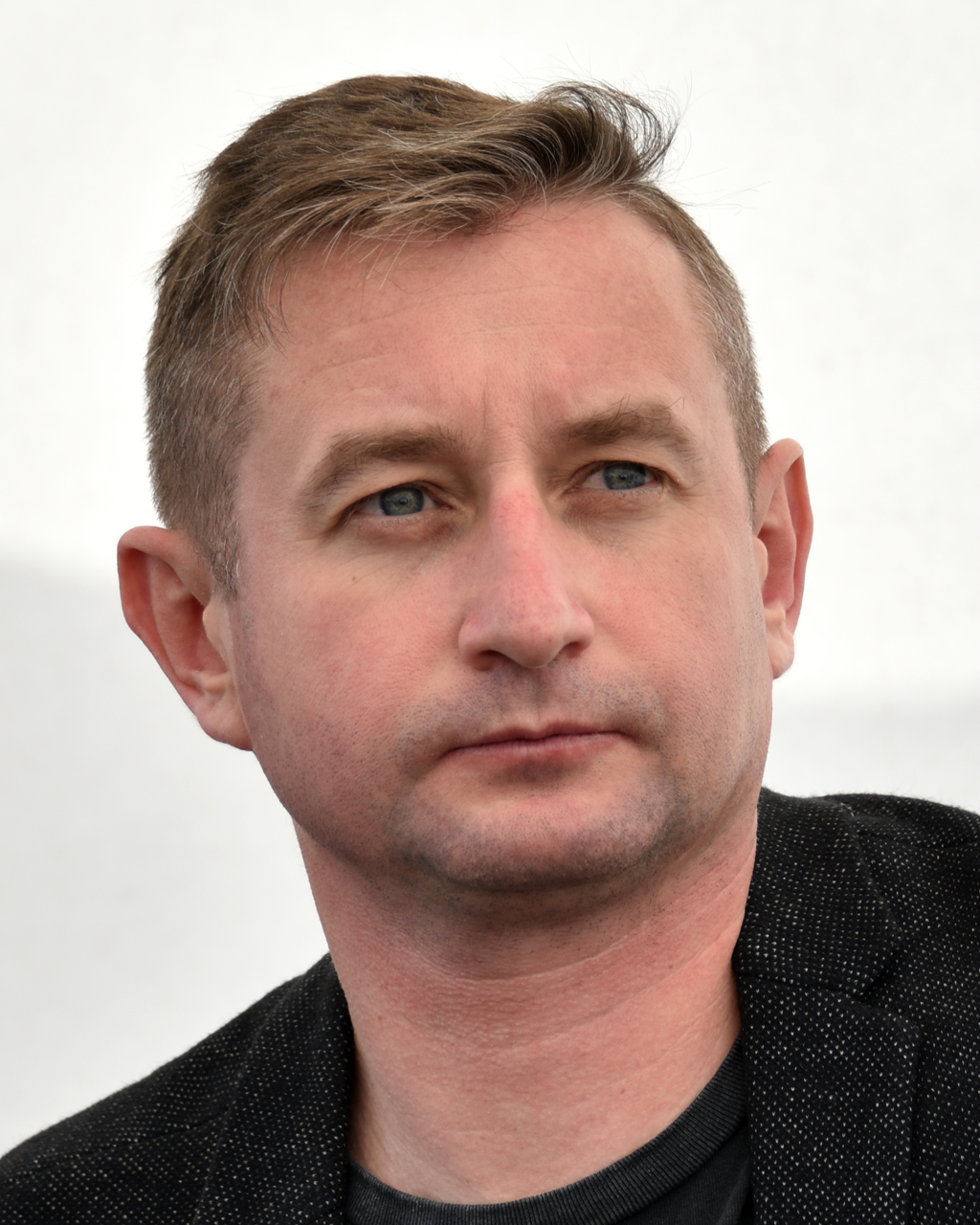
Serhi Jadan.

- Serhi Jadan.Serhí Jadan (Сергі́й Ві́кторович Жада́н, Serhí Víktorovytx Jadan, Starobílsk, óblast de Luhansk, 1974), poeta, prosista, assagista, traductor i activista literari de Khàrkiv, vicepresident de l'Associació d'Escriptors Ucraïnesos, i un dels escriptors més importants de la literatura contemporània del país. Té uns 9 o 10 reculls de poesia publicats, més 6 o 7 volums de narrativa. La seva poesia està arrelat en la tradició de la rebel·lió contracultural de Rimbaud, els futuristes i els poetes Beat americans. També se l'associa amb el "fenomen de Stanislaviv" i el postmodernisme ucraïnès. Els seus recitals atreuen un nombrós públic. Actua sovint junt amb el grup de música ska que ha co-fundat, Gossos al Cosmos («Собаки в космосі»), i també ha col·laborat amb altres grups de música. Ha contribuït també la lletra pel muntatge de teatre-cabaret Radio-Chanson: Vuit històries sobre Iura Zoifer, del teatre-estudi "Arabesky" (Театр-студію “Арабески”, Arabescs), de Khàrkiv amb el grup de música Khàrkiv Klezmer Band. Les seves obres han estat traduïdes a l'alemany, anglès, italià, polonès, belarús, croat, serbi, rus, lituà i armeni. Tradueix de l'alemany, anglès, belarús i rus, ha traduït una selecció de poesia de Paul Celan de l'alemany, i Charles Bukowski, entre altres coses.

- Halyna Kruk (Гали́на Григо́рівна Крук, Halyna Hryhórivna Kruk, Lviv, 1974), poeta, prosista, filòloga especialitzada en l'edat mitjana, escriptora de poesia i contes infantils, traductora i professora, és un dels escriptors contemporanis més importants del país. Ha sigut traduïda a 15 idiomes, entre ells l'alemany, anglès, suec, rus, polonès, croat i serbi. Tradueix del belarús, polonès i rus. (El seu cognom sovint es troba llatinitzat usant la grafia francesa, com a Krouk).

- Andríi Bóndar (Андрій Боднар, Kàmianets-Podilski, 1974), poeta, assagista, columnista i redactor a diversos diaris, crític i traductor, la seva poesia està lligada a la tradició avantguardista ucraïnesa, i té reflexos de Mykola Bajan, García Lorca i e.e. cummings en els seus experiments lingüístics i jocs de paraules. El seu estil de rapsode atreu un gran públic. Ha traduït una novel·la del Witold Gombrowicz, del polonès. La seva obra ha estat traduïda a l'alemany i l'anglès.

- Svitlana Pýrkalo (Світлана Пиркало, Poltava, 1976), prosista, periodista i traductora de l'anglès, treballa per la BBC Ucraïna a Londres. Té més de 8 llibres publicats en ucraïnès. Escriu en ucraïnès (i possiblement anglès), i ha traduït a la Marina Lewycka, autora britànica d'origen ucraïnès.

- Olena Zakhàrtxenko, també Ksènia o Olena Iefimtxuk-Zakhàrtxenko (Оле́на Заха́рченко, també: Олена Єфімчук-Захарченко; cognom de soltera: Єфімчук, Iefimtxuk; poble de Kvassýliv, província de Rivne, 1976), prosista. Ha treballat de professora de matemàtiques i art a la Universitat de Rivne. Ha publicat més de quatre volums de narrativa breu, i ha rebut el premi Olés' Hontxar per un d'ells, el volum, Iurba («Юрба»). Ha creat la revista literària digital Kreida («Крейда»). Està casada amb l'escriptor Artem Zakhàrtxenko (Артем Захарченко).

- Iurii Kutxeriavyi (Юрій Кучерявий, Lviv, 1977), coordinador d'esdeveniments literaris a Lviv amb carrera de filòsof, ha publicat uns tres reculls de poesia i ha estat guardonat amb el premi Bohdan-Ihor Antònytx el 2004.

- Ostap Slyvynskyi (Оста́п Сливи́нський, Lviv, 1978), poeta, assagista, crític literari, traductor, professor i organitzador i coordinador de festivals literaris. Estudià filologia eslava a Lviv, on obtingué el doctorat en literatura contemporània búlgara. Ha ensenyat ucraïnès a la Universitat de Sofia, i ara ensenya llengua i literatura poloneses a la Universitat de Lviv. Ha coescrit el guió de "Bodiless Lovers (2008) junt amb Natàlia Iltxuk, i lletristai membre del grup post-rock Junipertree, basat a Khàrkiv. Les seves obres de poesia i crítica s'han traduït a l'alemany, anglès, belarús, polonès, búlgar, eslovè, croat, serbi, txec, rus i lituà. Tradueix de l'anglès, polonès, belarús, macedònic i búlgar.

- Taràs Antýpovytx (Тарас Антипович, Poltava, província de Poltava, 1978), prosista, poeta, ha publicat uns tres llibres de narrativa i el 2009 va guanyar el premi "Koronàtsiia Slova" (Коронація слова, "Coronació de la paraula") per la seva poesia. Viu a Kíev.

- Dmytró Lazutkin (Дмитро́ Миха́йлович Лазу́ткін, Kíiv, 1978), poeta i periodista, actiu en l'escena del slam, va estudiar enginyeria metal·lúrgica, però es va decantar per la poesia i l'esport. Aquest campió d'Ucraïna en l'esport-art marcial hopak de combat o lluita cossaca, campió de kick-boxing i cinturó negre de karate-kempo, ha publicat una cinquena de reculls de poesia (quatre escrits en ucraïnès i un en rus) i ha rebut molts premis literaris.

- Dzvinka Matiàix (Дзвінка o Дзвенисла́ва Валенти́нівна Матія́ш, Kíiv, 1978), jove novel·lista i traductora de l'anglès, polonès, belarús i rus.

- Halyna Lohinova (Галина Логінова, poble de Kalyna, óblast de Kíiv, 1979), filòsofa i novel·lista, la seva segona novel·la es basa en les seves experiències a Espanya, en una estada de 2 anys a Madrid amb una beca de l'estat.

- Iúlia Misxenko (Юлія Міщенко, anys 70), poeta i líder del grup de música "Talita Kum" (“Таліта Кум”).

### Nascuts a la dècada dels anys 80
- Irena Karpa (Іре́на Ка́рпа, Txerkassi, 1980), escriptora coneguda, cantant de pop i periodista.

- Iurii Zavadskyi (Ю́рій Романович Зава́дський, Ternópill, 1981), poeta experimental sonor (vegeu poesia sonora), activista poètic, organitzador de recitals, estudiós de la literatura comparada ucraïnesa-polonesa (tradueix poesia del polonès, etc.) i de la poesia experimental, especialment el pan-futurisme ucraïnès de principis de segle xx, els moviments relacionats russos i soviètics, i l'OULIPO francès, professor d'universitat de Ternópill i mestre d'escola per uns tallers de poesia, el 2009 ha fundat una editorial. Participa en el grup literari "Front Occidental de Poesia Jove" (“Західний фронт молодої поезії”, Zàkhidnyi front molodoï poeziï). El 2009 va fundar l'editorial Krok.

- Oleksandr Xenkaruk (Олександр Шенкарук, Khmelnitski, generació dels 80 o fi 70), poeta jove.

- Halyna Hevkiv (Галина Гевків, Lviv?), poeta, guardonada amb el Premi Bohdan-Íhor Antónytx "Salutacions a la vida" (Літературна премія імені БОГДАНА-ІГОРЯ АНТОНИЧА “Привітання життя”) el 2004.

- Oleh Kotsarev (Олег Коцарев, Khàrkiv, 1981), poeta, prosista i periodista, ha publicat diversos reculls de poesia i 2 volums de narrativa, ha guanyat un premi literari i ha estat traduït al rus.

- Sofia Andrukhóvytx (Софі́я Ю́ріївна Андрухо́вич, Ivano-Frankivsk, óblast d'Ivano-Frankivsk, 1982), escriptora (narrativa, novel·la), publicista i traductora del polonès i de l'anglès, filla de Iurii Andrukhóvytx i dona del també escriptor, Andríi Bóndar. És coredactora de la revista literària Txétver, ha publicat unes quatre novel·les i ha rebut la prestigiosa beca per una estada d'un any al centre cultural i d'escriptura Willa Decjusza a Polònia (2004).

- Il·lià Strongovskyi (Ілля́ Ю́рійович Стронґо́вський, Jitòmir, 1982), poeta, prosista, activista literari, traductor, il·lustrador i dissenyador gràfic, ha participat en nombrosos esdeveniments literaris al país i a l'estranger. S'ha publicat en autoedicions informals (самвидав, sàmvydav), a internet, a revistes literàries i en antologies (una sobre el "sàmvydav", l'autopublicació), a més de tenir un recull de poesia publicat. Organitzador o co-organitzador de diversos esdeveniments literaris a Ucraïna i Rússia, en particular el festival dins un festival, "La Jove República de Poetes" (Молода Республіка Поетів, Molodà Respúblika Poètiv), a Lviv. Ha traduït Chuck Palahniuk i Charles Bukowski de l'anglès. La seva marca és strongovskyi.

- Victòria Narijnà (Вікторія Наріжна, Dnipropetrovsk, 1982), prosista, poeta, filòloga i traductora de l'anglès, ha publicat una novel·la curta en un volum doble, junt amb la Svitlana Povaliàieva. També ha traduït els primers volums de Les cròniques de Nàrnia, de C.S. Lewis, i Alícia la País de les Meravelles, de Lewis Carroll.

- Artem Zakhàrtxenko (Артем Захарченко, Txerníhiv, 1982), prosista i periodista, va estudiar química i periodisme. Viu i treballa a Kíiv, està casat amb l'escriptora Olena Zakhàrtxenko.

- Bohdana Matiàix (Богдана Валентинівна Матіяш, Kíev, 1982), jove poeta, redactora, crítica literària i traductora del belarús i polonès.

- Saixkó Uixkàlov (Сашко́ Ушка́лов, nom complet: Олекса́ндр Леоні́дович Ушка́лов, Oleksandr Leonídovytx Uixkàlov, Khàrkiv, 1983), jove poeta, dramaturg, activista literari i traductor (principalment de l'alemany) de la "generació dels 2000", un dels escriptors més importants i influents de la Ucraïna oriental. En el teatre, treballa en el camp de l'absurd.

- Mykola Xpakovskyi, "Bareth" (Мико́ла Шпако́вський, poble de Konopkivka, província de Ternópill, 1983), poeta, cantautor, guitarrista, activista literari, coordinador de projectes literàries, participa en el grup literari "Front Occidental de Poesia Jove" (“Західний фронт молодої поезії”, Zàkhidnyi front molodoï poeziï).

- Tetiana o Tània Maliartxuk (Тетяна o Таня Малярчу́к, Ivano-Frankivsk, 1983), periodista, prosista, ha publicat unes 5 obres en la línia del surrealisme, realisme màgic i postmodernisme. El seu últim llibre es basa en els bestiaris medievals i porta il·lustracions del strongovskyi.

- Ksènia Khàrtxenko (Ксеня Харченко, Kíiv, 1984), jove novel·lista. Va estudiar periodisme, i ha treballat de correctora i redactora lingüística a una editorial científica d'Ucraïna, ara treballa de redactora i assessora lingüística a un canal de la televisió. Ha participat en diverses trobades literàries i festivals a Ucraïna, Polònia i Àustria, com a escriptora o moderadora. Va començar a escriure als 17 anys, i els seus relats i novel·les curtes s'han publicat en diverses revistes literàries. Després de la publicació del seu primer llibre (Una història, 2006), la van començar a anomenar "un Márquez amb faldilles". Parla polonès, anglès i rus amb fluïdesa, i estudia l'alemany. Viu i treballa a Kíev.

- Oksana Vàskiv, Oksana Vàskiv-Kukol, Ksènia (Окса́на Ва́ськів, Ксеня Васьків, Оксана Васьків-Кукул, nascuda a un poble de la província de Lviv, 1984), jove poeta, pedagog, dissenyadora gràfica i d'interiors i artista gràfica, guia turística, activista literària, organitzadora o coorganitzadora d'esdeveniments literaris, com ara el festival dins un festival, "La Jove República de Poetes" (Молода Республіка Поетів, Molodà Respúblika Poètiv), a Lviv. Participa en el grup literari "Front Occidental de Poesia Jove" (“Західний фронт молодої поезії”, Zàkhidnyi front molodoï poeziï), i a vegades fa de moderadora per recitals poètics.

- Liubkó Déreix (Любко́ Де́реш, nom complet: Любомир Мирославович Дереш, Liubomyr Myroslàvovytx Déreix, Lviv, 1984). Aquest nen prodigi i "enfant terrible", novel·lista, contista i publicista, va començar la seva carrera precoç l'any 2000, als 16 anys, quan va escriure la seva primera novel·la, publicada el 2002 amb gran èxit entre el públic jove. Des del 2009, n'ha escrit unes 5 o 6 obres més i ha esdevingut un dels escriptors més coneguts del país. Treballa els temes de la vida jove, la subcultura de l'alcohol, les drogues, el sexe, el misticisme, al·lucinacions, somnis, dimonis... Diu que s'inspira en Lovecraft, Edgar Allan Poe, Víktor Pelévin, Stephen King, Jorge Luis Borges i Carlos Castañeda. Ha estat traduït a l'alemany, italià, txec, serbi i rus, entre altres idiomes.

- Pavló Korobtxuk (Павло Коробчук, Lutsk, província de Volýn, 1984), poeta, filòleg i programador.

- Olena Rybka (Олена Рибка, 1984), jove poeta de Khàrkiv.

- Oles' Barlih (Олесь Барліг, Zaporíjia, província de Zaporíjia 1985), jove poeta, redactor, co-organitzador i participant en accions literàries i el primer concurs de poesia slam de Zaporíjia.

- Kateryna Bàbkina (Катерина Бабкіна, Ivano-Frankivsk, 1985), videopoeta i escriptora (poeta).

- Liubov Iakymtxuk (Любов Якимчук, Pervomàisk, óblast de Luhansk, 1985), poeta, periodista, llicenciada en literatura comparada, ha guanyat diversos premis per la seva poesia i ha publicat un recull.

- Iryna Xuvàlova (Ірина Шувалова, Kíiv, 1986), jove poetessa.

- Vano Kriuger (Вано Крюґер, nom real: Іван Анатолійович Коломієць, Ivan Anatóliovytx Kolomíiets, Ivano-Frankivsk, 1986), poeta, prosista.

- Íhor Zarudko (І́гор Зару́дко, Khàrkiv, 1986), jove poeta actiu en l'escena literària de Khàrkiv, membre del grup literari "Botxka" («Бочка», "Tonell").

- Vik Kovréi (Вік Коврей, un poble dels Carpats a Transcarpàcia), poeta jove, activista literari, fundador del cercle de poesia informal "La Rotonda", organitzador de "performances" artístiques i esdeveniments literaris, com ara el Festival d'Art i Poesia Eròtica d'Újhorod "Gats de Març" (ЕротАртФест «Березневі коти»), és un dels poetes joves més dinàmics de la Transcarpàcia i d'Újhorod, conegut pel seu extraordinari estil com a rapsode.

- Les' Belei (Лесь Белей, Újhorod, Transcarpàcia, 1987), jove poeta, assagista i filòleg de l'ucraïnès i anglès, participa en el cercle de poesia informal "La Rotonda".

- Andríi Liubka (Андрій Любка, Riga, Letònia, 1987), jove poeta, assagista, crític literari i traductor ucraïnès, participa en el cercle de poesia informal "La Rotonda" a Újhorod (Transcarpàcia).

- Natàlia Holodiuk (Наталя Голодюк, Ternópill?, 1987), jove poeta actiu en l'escena literària de Ternópill, el seu primer recull de poesia és "Seda. Variació de matèria" (Шовк. Варіації матерії, Xovk. Variatsiï materiï, Ternópill: Editorial Krok, 2010).

- Kateryna Karunyk (Катерина Каруник), jove poeta actiu en l'escena literària de Khàrkiv, membre del grup literari "Botxka"(«Бочка», "Tonell").

- Anastàsia Veles (Анастасія Велес), jove poeta actiu en l'escena literària de Khàrkiv, membre del grup literari "Botxka" («Бочка», "Tonell").

### Nascuts a la dècada dels anys 90 del segle XX
- Hryhorii Sementxuk (Григо́рій Семенчу́к, Khmelnitski, província de Khmelnitski, 1991), jove poeta, activista literari, músic, organitzador d'esdeveniments literaris i excel·lent rapsode. Quan no està recitant, sovint fa de moderador per recitals poètics, co-organitza esdeveniments, etc. Cofundador del grup literari "Front Occidental de Poesia Jove" (“Західний фронт молодої поезії”, Zàkhidnyi front molodoï poeziï), viu i estudia a Lviv. Tot un fenomen literari.

- etc.

## Escriptors de l'espai ucraïnès en ídix
- Méndele Móikher-Sfórim (1835-1917. ucraïnès: Ме́нделе Мо́йхер-Сфо́рім; ídix: מענדעלע מוכר ספֿר), pseudònim de Xolem Iànkev Abramovitx (ídix transcrit a l'anglès: Sholem Yankev Abramovich, transcrit al català: Xolem Iànkev Abràmovitx; al passaport: Соломон Мойсейович Абрамович), gran escriptor jueu ucraïnès que escrivia en hebreu i ídix. Va viure un temps a Kàmianets-Podilski abans d'anar a Berdýtxiv i després Odessa. Considerat un dels 3 clàssics més importants de la literatura ídix.

- Xolom-Aléikhem (ucraïnès: Шоло́м-Але́йхем, o "La pau sigui amb vostè"; ídix: שלום־עליכם), pseudònim de Solomon o Xolom Rabýnovytx o Xolom Nokhumovytx Rabýnovytx, Шолом Нохумович Рабинович, conegut en anglès com a Sholem Aleichem o Sholem Naumovich Rabinovich, 1859-1916) — gran escriptor jueu ucraïnès conegut com el "Mark Twain jueu" i considerat un dels 3 clàssics més importants de la literatura ídix. Va viure un temps a l'óblast de Kíiv i a la de Jitòmir. Les seves obres s'han traduït a més de 60 idiomes i van gaudir de gran èxit a la Unió Soviètica i molts altres llocs.

## Escriptors de l'espai ucraïnès en tàtar de Crimea
- Noman Çelebicihan (tàtar de Crimea: Noman Çelebicihan o Numan Çelebi Cihan, ucraïnès: Нома́н Челебіджіха́н, Noman Txelebidjikhan, poble de Büyük Sonaq / Біюк-Сонак, a Crimea, 1885 - afusellat a Sebastòpol, 1918), poeta, escriptor, polític i líder dels tàtars de Crimea. Fou detingut i empresonat per l'exèrcit roig el 1918 i després afusellat per la Flota de la Mar Negra i el seu cos llençat a la mar, només dos mesos després de ser elegit líder de consell històric Tàtar, el Qurultai, que havia de regir la República Popular de Crimea (Qırım Halq Cumhuriyeti, desembre 1917 - gener 1918) que s'acabava de proclamar. A part de ser líder polític, era un poeta i escriptor en llengua tàtara de Crimea molt apreciat, i s'havia llicenciat en Dret a Istanbul. Políticament, també estava a favor de la República Popular d'Ucraïna (Українська Народна Республіка o УНР, UNP, 1917—1920).

## Escriptors de l'espai ucraïnès en rus
- Nikolai Gógol o Mykola Hóhol (ucraïnès: Мико́ла Васи́льович Го́голь, Mykola Vassýliovytx Hóhol; rus: Николай Васильевич Гоголь, Nikolai Vassílievitx Gogol, 1809-1852), prosista, dramaturg i poeta ucraïnès de parla ucraïnesa i russa però d'expressió escrita en llengua russa. A part de la seva literatura amb rerefons russa (relats que tenen lloc a vegades a Sant Petersburg), com ara els relats "L'inspector" i "El nas", també té moltes obres amb un rerefons marcadament ucraïnès, com ara la seva novel·la o poema èpic en prosa, Taràs Bulba, sobre l'heroi i cosac ucraïnès de nom inventat i sobre la lluita d'alliberament nacional ucraïnesa contra els polonesos, i relats com ara "La fira de Soròtxyntsi" (publicat en català com "La fira de Sorotxintzi"), sobre el poble ucraïnès de Soròtxyntsi, i Mírgorod, sobre la ciutat ucraïnesa de Mýrhorod, entre molts altres. Les ànimes mortes és considerat la seva obra major.
- Borýs Khersonskyi (Бори́с Херсо́нский, Txernivtsí, RSS d'Ucraïna, 1950), poeta, assagista, traductor i psicòleg.
- Andríi Kurkov (Андрі́й Ю́рійович Курко́в, Budogosx, óblast de Leningrad, 1961) escriptor, periodista i guionista de cinema d'origen rus, viu a Kíiv. Les seves novel·les s'han traduït a diversos idiomes, entre ells el francès.[15]
- Anatolii Uliànov (Анатолий Ульянов, Kíiv?, 1986), "ciber-dissident", poeta actiu en l'escena SLAM, escriptor, periodista, crític d'art, redactor en cap de la revista d'internet sobre cultura contemporània "Proza" / "Dadakinder"[16] i un dels redactors de la revista contracultural "Xo" («ШО»), ha escrit, entre d'altres, el llibre "SLAM! Teoria i pràctica de la revolució poètica" («SLAM! теория и практика поэтической революции», Kíev, 2007). El 2010, s'ha hagut de refugiar a l'estranger en ser atacat per la ultradreta per ser "homosexual, pervertit i blasfemador". També va ser perseguit i censurat per la controvertida "Comissió Nacional del Moral" d'Ucraïna (ara dissolta).[17][18]